# Rue de la Dalbade
La rue de la Dalbade (en occitan : carrièra de la Dalbada) est une voie de Toulouse, chef-lieu de la région Occitanie, dans le Midi de la France.
Elle est, au Moyen Âge, une des principales artères de la ville, entre la porte Narbonnaise au sud et la Porterie au nord, bordée par les ateliers et les commerces de nombreux artisans et marchands. À partir du XVe siècle, les membres de l'élite toulousaine, particulièrement les riches marchands, les capitouls et les parlementaires, sont plus nombreux et font construire de belles demeures : l'hôtel de Felzins et l'hôtel de Bagis témoignent ainsi de leur richesse. En 1944, la rue est protégée comme site inscrit avec l'ensemble du quartier parlementaire de la Dalbade et, en 1986, elle est incluse dans le site patrimonial remarquable de Toulouse.

## Situation et accès

### Description
La rue de la Dalbade est une voie publique. Elle traverse le quartier des Carmes, dans le secteur 1 - Centre. Longue de 260 mètres et large d'environ 8 mètres, pratiquement rectiligne, elle est d'orientation nord-sud. Elle naît au carrefour de la rue Pierre-Brunière, dans le prolongement de la rue de la Fonderie, venue de la place du Parlement. Elle reçoit sur son côté droit, après 171 mètres, la rue Saint-Jean, face à l'hôtel de Bagis. Elle se termine après 89 mètres au carrefour de la rue du Pont-de-Tounis qu'elle reçoit sur sa gauche et la rue Henri-de-Gorsse sur sa droite, au pied de l'église Notre-Dame de la Dalbade, qui donne son nom à la rue. Elle est prolongée au nord par la rue des Couteliers jusqu'à la place du Pont-Neuf et la rue de Metz, puis par la rue Peyrolières et la rue Léon-Gambetta jusqu'à la place du Capitole.
La chaussée ne compte qu'une seule voie de circulation automobile en sens unique, de la rue des Couteliers vers la rue de la Fonderie. Elle appartient à une zone de rencontre et la vitesse y est limitée à 20 km/h. Il n'existe pas de bande, ni de piste cyclable, quoiqu'elle soit à double-sens cyclable.

### Voies rencontrées
La rue de la Dalbade rencontre les voies suivantes, dans l'ordre des numéros croissants (« g » indique que la rue se situe à gauche, « d » à droite) :
1. Rue de la Fonderie (g)
2. Rue Pierre-Brunière (d)
3. Rue Saint-Jean (d)
4. Rue du Pont-de-Tounis (g)
5. Rue Henri-de-Gorsse (d)

### Transports
La rue de la Fonderie est parcourue et desservie directement par la navette Ville. Elle se trouve également à proximité de la place des Carmes et de la rue du Languedoc, où débouche la station Carmes, sur la ligne de métro , près de laquelle marquent l'arrêt la ligne du Linéo L4 et la navette Ville.
Les stations de vélos en libre-service VélôToulouse les plus proches sont les stations no 26 (9 rue Henry-de-Gorsse) et no 48 (18 place du Salin).

## Odonymie

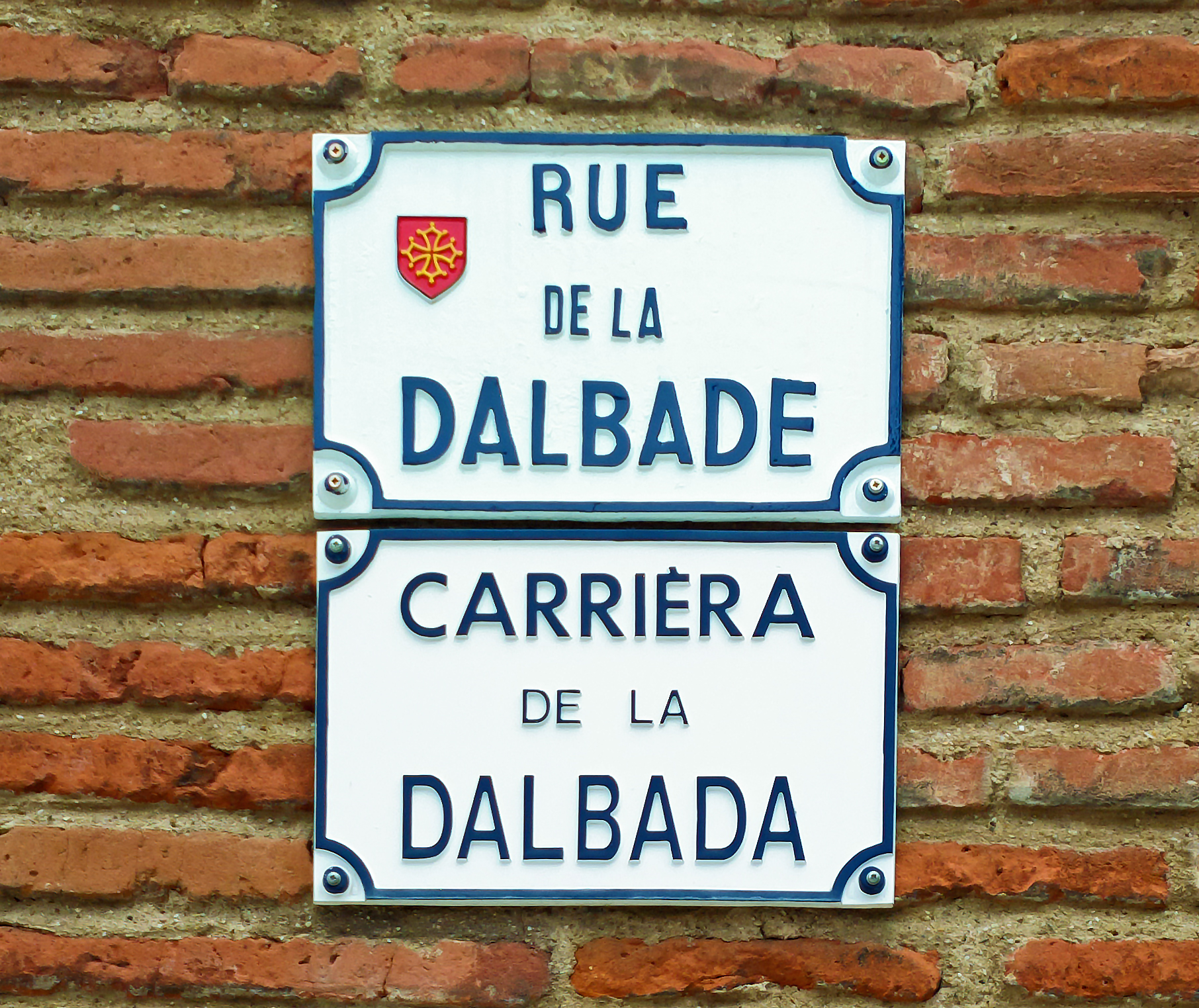
Plaques de rue en français et en occitan.

La rue tient son nom de l'église Notre-Dame de la Dalbade, qui s'élève à l'angle de la rue de la Dalbade et de la rue Henry-de-Gorsse. Les premières mentions en latin médiéval la nomment rue Sainte-Marie-de-la-Dalbade (carraria Beate Marie dealbate, 1280) ou simplement de la Dalbade (carraria Dealbate, 1300).
Au Moyen Âge, seule la partie de la rue actuelle entre le carrefour des rues du Pont-de-Tounis et Henri-de-Gorsse et la rue Saint-Jean porte le nom de la Dalbade. À partir de cette rue et jusqu'à la rue Pierre-Brunière, c'est la rue du Temple. En effet, les chevaliers de l'ordre du Temple y ont, entre le XIe siècle et le XIVe siècle, leur maison (emplacement des actuels no 13 et 15). Cependant, on trouve également le nom de rue Saint-Jean pour cette rue du Temple, car les Hospitaliers de l'ordre de Saint-Jean de Jérusalem ont eux aussi établi une commanderie dans la rue à la fin du XIe siècle. En 1794, pendant la Révolution française, les actuelles rues de la Dalbade et de la Fonderie sont renommées ensemble rue de la Fonderie. L'année suivante, les anciennes rues de la Dalbade et du Temple prennent ensemble le nom de la Dalbade.

## Histoire

### Antiquité
Au milieu du VIe siècle, la première église Notre-Dame de la Dalbade est construite à l'emplacement d'un oratoire plus ancien. Elle dépend du prieuré de la Daurade. Vers la même époque, c'est à l'évêque Germier que l'on devrait la construction d'une église proche, placée sous le vocable de Saint-Rémi, à l'angle des rues Saint-Rémésy et Saint-Jean,.

### Moyen Âge
Au Moyen Âge, la rue de la Dalbade appartient au capitoulat du même nom. Jusqu'au XIVe siècle, la rue est étroite, elle abrite des maisons en corondage en encorbellement au-dessus de la rue. C'est une des principales artères commerçantes de la ville, parallèle à l'axe principal de la ville, la Grand-rue qui va de la place du Salin à la Porterie (actuelle place du Capitole). On trouve de nombreux artisans, principalement des couteliers, fabricants de couteaux ou de ciseaux. On trouve également plusieurs auberges et hôtelleries, comme le Logis du Coq (emplacement de l'actuel no 33) et le Logis de la Croix-Blanche.
Le quartier est dominé par l'église de la Dalbade, placée sous l'invocation de Marie. Entre 1164 et 1172, des travaux de reconstruction sont entrepris afin de l'agrandir : les travaux sont terminés en 1220, mais l'édifice reste modeste. L'église est longée au nord (actuelles rues de la Dalbade et Henri-de-Gorsse) par un cimetière. En 1395, une petite chapelle est construite sur le terrain du cimetière, sous le nom de Saint-Blaise, qui servait aux assemblées générales de la paroisse.
Au début du XIIe siècle, de nouveaux ordres religieux s'installent à Toulouse. Les Hospitaliers de l'ordre de Saint-Jean de Jérusalem arrivent à cette période, peut-être avec le soutien de l'évêque de la ville, Amelius Raymond du Puy. Ce dernier, dont un frère, Raymond du Puy, est un futur supérieur de l'Ordre, leur concède l'église Saint-Rémi entre 1116 et 1121, après qu'ils ont échoué à s'emparer de l'église de la Dalbade, qui dépendait du prieur de la Daurade. C'est dans le canton des Hospitaliers, entre les rues de la Dalbade, Saint-Jean et Saint-Rémésy qu'ils établissent leur commanderie. L'église Saint-Rémi, qui leur tient lieu de chapelle se trouve à l'angle des rues de la Dalbade et Saint-Jean et à son entrée dans la première. Il leur donne aussi l'autorisation d'acquérir des biens dans tout le diocèse de Toulouse. Les hospitaliers obtiennent plusieurs avantages, tels que la liberté donnée en 1160 par l'évêque Raimond de Lautrec d'avoir un cimetière pour les membres de leur ordre ou la possibilité accordée en 1175 par le comte de Toulouse Raimond V d'avoir un four. Ils reçoivent également le droit de faire construire une tour, connue comme la tour des Archives. Ils s'enrichissent considérablement et possèdent, au XIIIe siècle, de vastes emprises foncières entre la rue de la Dalbade et la Garonnette. Afin d'assurer leurs revenus, ils inféodent des maisons (comme l'actuel no 29).
En 1135, les chevaliers de l'ordre du Temple installent également dans la rue de la Dalbade leur commanderie (actuels no 13 et 15), connue comme la Maison du Temple. Ils donnent leur nom à la rue du Temple, portion de l'actuelle rue de la Dalbade entre la rue Pierre-Brunière et la rue Saint-Jean. Mais en 1307, le roi de France Philippe IV le Bel les fait arrêter dans tout le royaume de France et mettre leurs biens sous séquestre. Après la suppression de leur ordre par le concile de Vienne en 1311, leurs possessions sont dévolues aux Hospitaliers l'année suivante. La grande richesse de la maison hospitalière toulousaine lui permet de recevoir en 1315 le rang de grand prieuré : elle est placée à la tête de la langue de Provence. Les Hospitaliers, devenus propriétaires de la Maison du Temple, y installent en 1408 un hôpital, appelé hôpital du Temple. Le prieur hospitalier y fait aussi construire son logis dans la maison voisine (actuel no 13). Ils agrandissent également l'église (actuel no 15), connue sous les vocables de Notre-Dame de la Conception et de Sainte-Barbe. Derrière les bâtiments qui donnent sur la rue se trouvent également un cimetière, du côté de la Garonnette.
Le quartier subit des vicissitudes, en particulier pendant la croisade des albigeois. En 1216, durant l'occupation de la ville par les troupes de Simon de Montfort, un incendie est allumé par les soldats croisés près du quartier juif, dans la rue Joutx-Aigues, qui provoque des destructions jusque dans les rues de la Dalbade et du Temple.

### Période moderne
L'incendie du 27 février 1441 est extrêmement destructeur dans le quartier de la Dalbade. Parti de l'hôtellerie de la Couronne, le feu brûle toutes les maisons entre la rue des Toulousains (actuelle rue de la Fonderie) et la rue de la Daurade. L'ampleur des dégâts pousse les capitouls à demander l'aide du roi Charles VII, qui est alors à Marmande. L'église de la Dalbade, endommagée, doit être réparée et, pour certaines parties, reconstruite : elle n'est à nouveau consacrée qu'en 1455, par l'archevêque de Toulouse Bernard du Rosier. Les élites locales en profitent cependant pour réunir de vastes emprises foncières, afin de faire bâtir leurs hôtels particuliers, Ce mouvement de concentration foncière permis par l'ampleur des terrains libérés par l'incendie, est précoce, en comparaison avec les autres quartiers de la ville. Il explique qu'au XVIe siècle, la population d'artisans a totalement disparu de la rue, l'incendie du 7 mai 1463 ne venant qu'aggraver la situation.
Au cours du XVIe siècle, du XVIIe siècle et du XVIIIe siècle, les constructions prestigieuses font de la rue une des plus belles de la ville. Au début du XVIe siècle, le capitoul Pierre Bruni fait construire un hôtel (actuel no 37). À la même époque, le conseiller au parlement Jacques de Rivière élève son hôtel (emplacement des actuels no 2 rue de la Dalbade et no 1 rue Pierre-Brunière). Vers 1535, Jean de Bagis, conseiller au parlement de Bordeaux, achète les immeubles afin de faire construire son hôtel, dont seule reste la cour intérieure de Nicolas Bachelier. En 1606, le nouveau propriétaire, François de Clary, conseiller du roi, maître des requêtes et juge-mage de Toulouse, décide la construction d'une nouvelle façade sur la rue de la Dalbade, qui impressionne par sa construction de pierre. Vers 1550, Charles de Montbel, docteur en droit, réunit plusieurs maisons (actuel no 29), sur lesquelles le capitoul Jean de Massas élève un hôtel à la fin du XVIe siècle. À la même époque, le conseiller au parlement Gaspard Molinier fait bâtir à l'emplacement de deux maisons un hôtel particulier, dont le portail est réalisé par Nicolas Bachelier en 1556. En 1603, le capitoul Jean d'Aldéguier se fait construire un hôtel à l'emplacement de l'hôtel de Massas. En 1623, Pierre de La Mamye donne asile aux religieuses hospitalières de Saint-Jean-de-Jérusalem chassées de Cahors par les protestants.
À la même époque, en 1525, l'hôpital du Temple, réuni à l'Hôtel-Dieu Saint-Jacques, dans le quartier Saint-Cyprien, est supprimé. Les bâtiments sont réutilisés vers 1550 pour y ouvrir un collège, connu comme le collège du Temple. Il accueillait sept prêtres, desservant de l'église Saint-Rémi, et quatre étudiants.
Au début du XVIe siècle, des travaux sont engagés afin de reconstruire l'église de la Dalbade. Les travaux commencent, au plus tôt, en 1503 et sont achevés, pour le gros œuvre, vers 1540, tandis que le clocher est élevé par Nicolas Bachelier entre 1547 et 1551 : avec 83,85 mètres de haut, il est le clocher le plus élevé de Toulouse. Depuis 1527, la chapelle Saint-Blaise, a reçu la statue miraculeuse de Jésus connue comme le Christ du Salin, et la chapelle prend le nom de chapelle du Crucifix ou de la Sainte-Croix. À partir de 1543, l'église est desservie par douze prêtres perpétuels, appelés prêtres de la Douzaine. Leur institution, approuvée par une bulle du pape Paul III. Ils sont installés dans deux maisons proches de l'église (actuels no 33 et 35), ainsi que trois immeubles de la rue des Prêtres (no 4 à 8), connus comme la Maison des Cinq prêtres de la Dalbade, et deux à l'angle de la rue Saint-Rémésy (actuel no 25 de cette rue), connus comme la Maison des Quatre prêtres de la Dalbade. Mais des conflits récurrents opposent les prêtres de la Douzaine aux paroissiens à partir de 1613. En 1619, avec le soutien du premier président, Gilles Le Masuyer, qui habite dans la rue (actuel no 5), ils sont remplacés par les Oratoriens, congrégation religieuse dont la création a été autorisé en 1611. Ils sont d'abord logés dans les maisons proches de l'église (actuels no 33 et 35). Ils accroissent leur patrimoine et rachètent en 1626 la maison de l'avocat Jean Couderc (actuel no 29), l’hôtel de Bruni (actuel no 37), l'hôtel de La Mamye (actuel no 31). Ils ouvrent en 1683, dans l'ancien hôtel de Bruni, leur séminaire, foyer du jansénisme à Toulouse.
À la même époque, de vastes travaux sont entrepris par les hospitaliers de Toulouse. La chapelle est restaurée en 1641, à la demande du Grand prieur de Toulouse, Georges de Castellane d'Aluys. Mais les travaux les plus considérables commencent en 1665, lorsque l'hôtel Saint-Jean est complètement reconstruit sur l'ordre du Grand prieur, Antoine de Roubin Graveson, sur les plans de l'architecte Jean-Pierre Rivalz. L'ancien cimetière, en bordure de la rue Saint-Rémésy, est abandonné, le cloître est démoli. Les travaux, bien avancés en 1668, ne sont complètement achevés qu'en 1685. En 1660, le logis du Grand prieur (actuel no 13) est délaissé et loué à Jean Folquier, un aubergiste qui y ouvre l'hôtellerie du Raisin, déplacée de la rue des Paradoux.

### Époque contemporaine

#### Révolution et Premier Empire
Au moment de la Révolution française, la plupart des riches propriétaires sont inquiétés et parfois dépossédés de leurs biens, tandis que d'autres décident de quitter leurs hôtels. Jean-Joseph Daguin, dont le père a racheté en 1710 la baronnie de Launac et l'hôtel de Bagis-Clary, et président de la 2e chambre du parlement, est arrêté en 1794 avec d'autres membres du parlement, jeté en prison dans l'ancien couvent de la Visitation (emplacement de l'actuel no 41 rue de Rémusat) et finalement exécuté à Paris, place de la Révolution, le 14 juin de cette année. Finalement, la période révolutionnaire a vu un profond changement sociologique de la rue : en 1815, il ne reste que deux propriétaires d'avant 1789. La rue voit s'installer de nombreux ouvriers et des domestiques.
Dans le même temps, le culte catholique est interdit et les congrégations religieuses sont dispersées. L'église de la Dalbade est désaffectée, les statues du portail mutilées et le clocher démoli à la suite d'un arrêt du 9 février 1794, avant qu'un arrêt du 10 février 1795 arrête les destructions. Le couvent des Oratoriens est également fermé. Les propriétés de l'ordre de Malte deviennent également biens nationaux. En 1796, la vieille chapelle de la Maison du Temple, la chapelle Sainte-Barbe (actuel no 15), est vendue au citoyen Sacaze. L'hôtel Saint-Jean est quant à lui affecté, en 1806, à la 10e cohorte de la Légion d'honneur, dont le projet est de trouver un hospice et un logement pour recueillir les membres de la Légion d'honneur et les militaires invalides. En 1809, l'hôtel Saint-Jean est pourtant abandonné au profit du collège de l'Esquile et vendu à une société qui ouvre une foire aux draps dans ses murs.

#### XIXesiècle

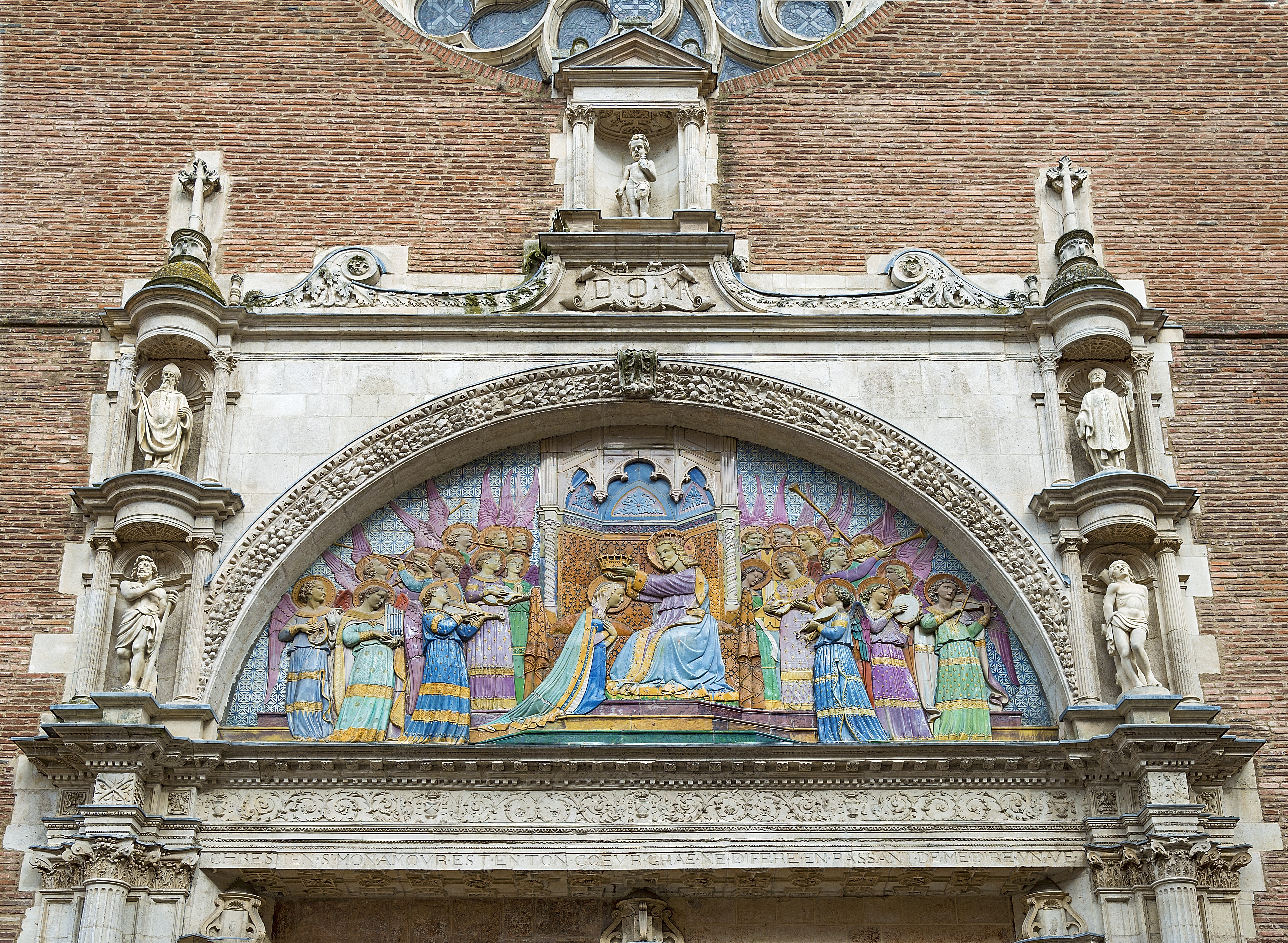
Le tympan de l'église de la Dalbade, par Gaston Virebent (1874).

Au cours du XIXe siècle, des travaux d'élargissement de la rue sont entrepris : plusieurs maisons voient leurs façades rectifiées et alignées.
La rue conserve une forte tradition religieuse et différentes congrégations religieuses y conservent une forte emprise foncières. En 1818, les religieuses de la Visitation, qui avaient quitté la ville pendant la période révolutionnaire avant de se réinstaller dans une maison de la rue de Nazareth, prennent possession de l'ancienne Maison du Temple (actuels no 13-15). En 1835, elles font reconstruire leur nouveau couvent, dont la chapelle, séparée de l'ancienne église, est décorée de tableaux des peintres toulousains Jean-Baptiste Despax et Jean Suau,. En 1857 est fondée la Petite Société des servantes de Jésus dans le Très-Saint Sacrement – connue populairement comme la société de Jésus-Hostie –, une communauté religieuse créée autour de Jeanne-Onésime Guibret et qui s'installe dans l'ancien hôtel La Mamye (actuel no 31). Plus loin, c'est l'ancienne maison Dupin (actuel no 28) qui est acquise en 1868 par la famille Mac-Carthy, dans le but d'y ouvrir une chapelle de secours pour les paroissiens de l'église de la Dalbade,. Une institution d'éducation privée, la pension Saint-Louis, accueille les enfants de la rue après 1905 (actuel no 2). À la fin du siècle, on trouve également une boutique d'articles religieux, À Notre-Dame-du-Mont-Carmel (actuel no 39).
L'église de la Dalbade profite aussi d'embellissements. En 1860, de nouvelles sculptures sont replacées dans les niches du portail. En 1874, un tympan de céramique représentant le couronnement de la Vierge, copie d'un tableau de Fra Angelico, est placé par Gaston Virebent au-dessus du portail. En 1881, une nouvelle flèche, de même hauteur que la précédente, est construite sur les plans de l'architecte Henry Bach.
Parallèlement, l'ancien hôtel Saint-Jean a connu un sort différent. En 1839, la vieille église Saint-Rémi qui est détruite, tandis que la façade de l'hôtel Saint-Jean est prolongée jusqu'à la rue Saint-Jean. À la fin du XIXe siècle, la foire aux draps de l'hôtel Saint-Jean disparaît, puis, en 1903, le bâtiment est racheté par la Chambre de commerce de la ville, qui y installe son École supérieure de commerce.

#### XXeetXXIesiècles
Dans la nuit du 11 au 12 avril 1926, le clocher de l'église de la Dalbade s'écroule brutalement, tuant un boulanger et sa femme, qui habitaient la petite-rue de la Dalbade (actuelle rue Henri-de-Gorsse).
En 1933, la municipalité socialiste d'Étienne Billières se préoccupe de l'assainissement du centre-ville et décide l'agrandissement de l'école élémentaire Fabre, trop à l'étroit dans ses locaux de la rue Saint-Jean (emplacement de l'actuel no 9). En 1938, après l'achat de plusieurs hôtels particuliers – dont l'hôtel de Rivière (ancien no 2), les travaux sont engagés sous la direction de l'architecte en chef de la ville, Jean Montariol, mais rapidement interrompus grâce à la campagne de presse des Toulousains de Toulouse. Le projet est finalement repris, au lendemain de la Libération, par la municipalité de Raymond Badiou et la tour de l'hôtel Rivière est démolie en 1946,.
Depuis les années 1990, la rue connaît un mouvement de gentrification, qui s'accompagne de la redécouverte et de la restauration des façades des principaux immeubles de la rue. On voit également des opérations immobilières visant à attirer une clientèle plus aisée, comme l'ouverture d'une résidence de services dans les bâtiments de l'ancien couvent de la Visitation, fermé en 1982,.

## Patrimoine et lieux d'intérêt

### Église de la Dalbade
- no  34 : église Notre-Dame de la Dalbade (construite dans la première moitié du XVe siècle).  Classé MH (1925)[46],[47].

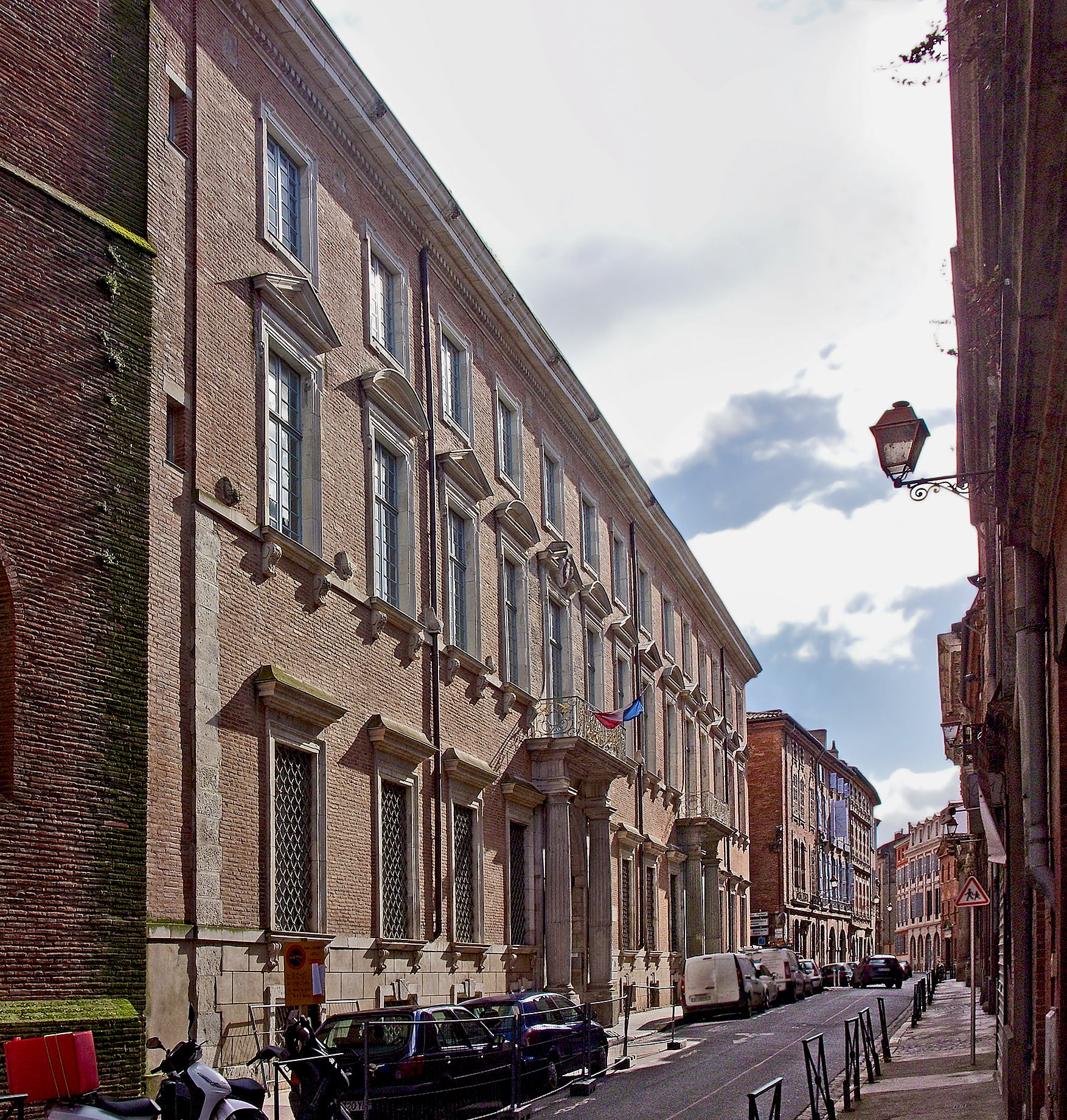
Façade de l'hôtel Saint-Jean sur la rue de la Dalbade.
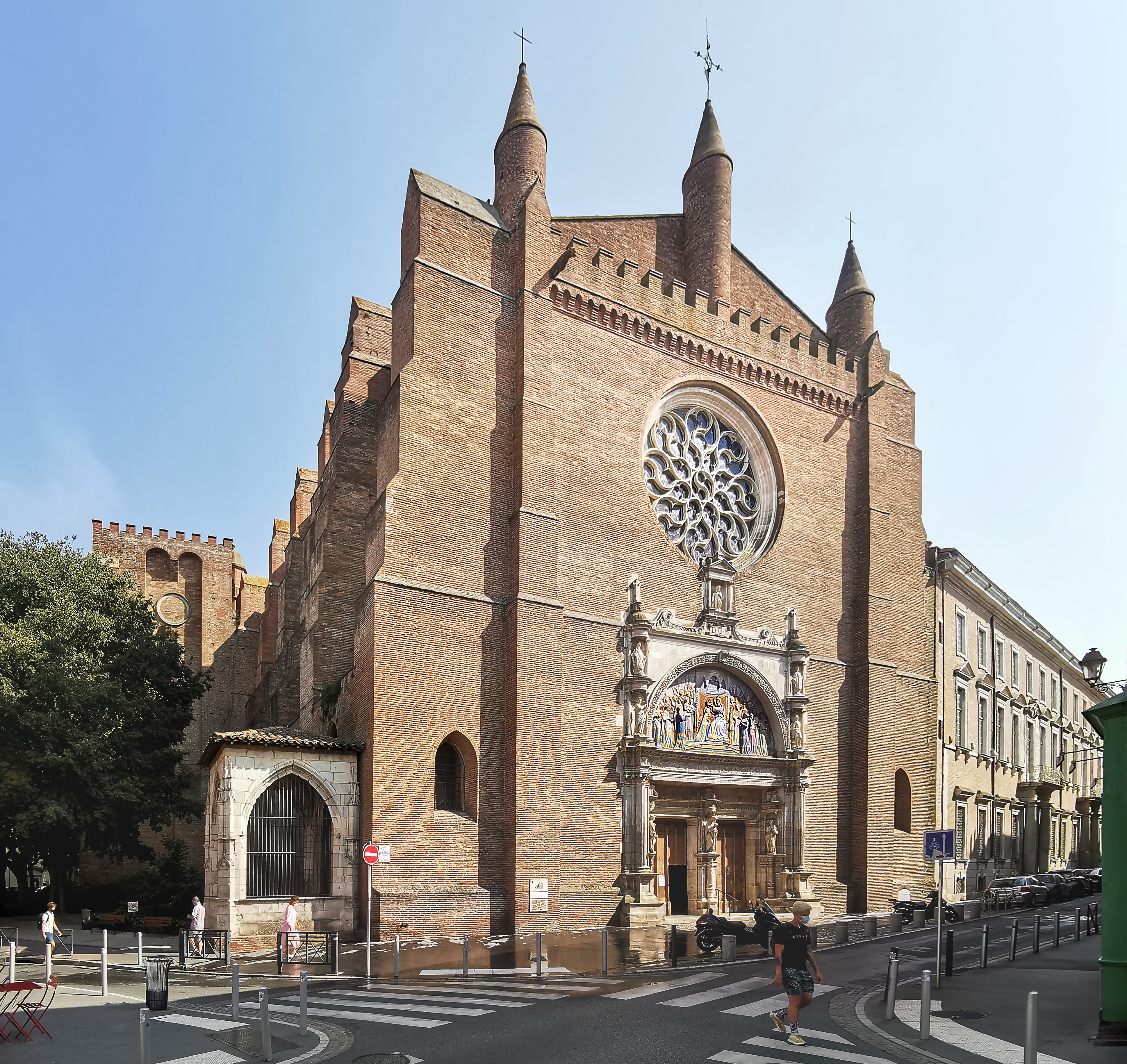
Façade occidentale de l'église Notre-Dame de la Dalbade.

### Hôtels particuliers
- no  1 : ruelle Sainte-Claire ; maison Sabatier ; couvent de la Visitation ; résidence Les Jardins d'Arcadie. 
Au Moyen Âge, un chemin descend vers la Garonnette, donnant accès à ses eaux pour les habitants du quartier. Au XVIe siècle, on lui donne le nom de Sainte-Claire, à cause de la proximité du couvent des Clarisses (actuel no 31 rue de la Fonderie), qui y avait d'ailleurs une issue[48]. Au fond de la ruelle se trouve, au XVIe siècle, un vaste immeuble, propriété de Jacques Confort, avocat au parlement et capitoul en 1616-1617. Au milieu du XVIIIe siècle, l'immeuble appartient à Jean-Pierre Tournié, procureur au parlement[49]. Au début du XIXe siècle, la ruelle est fermée. La maison Sabatier est achetée en 1822 par les sœurs de la Visitation pour s'intégrer, avec l'hôtel Le Masuyer (actuel no 5) et l'hôtel de Béarn (actuel no 15) à leur couvent. Après la vente de tous les bâtiments en 1982, la maison est occupée par une résidence de service, Les Jardins d'Arcadie[50].

- no  2 : emplacement de l'hôtel de Rivière ; école élémentaire Fabre. 
L'école élémentaire Fabre est construite en 1946 sur les plans de l'architecte Jean Montariol, à l'emplacement de l'hôtel Rivière. La porte à l'angle de la rue Pierre-Brunière servait d'entrée à l'école des garçons. Elle est surmontée d'un bas-relief représentant une mère et ses deux enfants[51].

- no  5 : ruelle de Pibrac ; hôtel Le Masuyer ; couvent de la Visitation ; résidence Les Jardins d'Arcadie.  Inscrit MH (1981, hôtel)[52]. 
Au Moyen Âge, on ne trouve qu'un étroit chemin qui descend vers la Garonnette, longé par quelques immeubles. Il prend le nom de ruelle de Pibrac au XVe siècle[53]. Au XVIIe siècle, le premier président au parlement, Gilles Le Masuyer, achète en 1614 plusieurs immeubles en fond de parcelle avant d'y édifier plus tard un hôtel particulier, entre 1620 et 1630. L'hôtel, élevé dans le goût classique Louis XIII, est fastueux. Les quatre corps de bâtiment s'organisent autour d'une cour centrale et sont éclairés par les 74 fenêtres. 
Vers 1730, l'hôtel est restauré par Marie-Joesph Le Masuyer, second procureur au parlement. Il fait reprendre la décoration des pièces principales et aménager le jardin, du côté de la Garonnette. C'est également à cette époque que la ruelle de Pibrac est fermée, du côté de la rue de la Dalbade, par un grand portail. De style néo-classique, il est voûté en plein cintre, encadré de pilastres à chapiteaux ioniques, qui supportent un entablement surmonté d'une large corniche à modillons et d'une balustrade. 
L'hôtel est acheté en 1818 par les Sœurs de la Visitation et réuni à l'hôtel de Béarn (actuel no 13), acheté l'année précédente. Avec la maison Sabatier (actuel no 1) et la maison Regagnon (emplacement de l'actuel no 13), acquis successivement en 1822 et en 1861, il forme le cœur de leur vaste couvent. L'ancien hôtel Le Masuyer est particulièrement occupé par les religieuses de chœur. Après la fermeture et la vente de tous les bâtiments en 1982, l'hôtel Le Masuyer est occupé par une résidence de service, Les Jardins d'Arcadie[50].

- no  7 : hôtel de Saint-Pierre, puis de Bastard. 
Un premier hôtel particulier est construit au XVe siècle pour un membre de la famille Saint-Pierre, peut-être Arnaud de Saint-Pierre, capitoul en 1448. Une fenêtre de style gothique, à pieds-droits moulurés en pierre sur la ruelle de Pibrac (actuel no 5) témoigne de ce premier bâtiment. L'hôtel reste dans la famille Saint-Pierre jusqu'en 1603, date à laquelle il change de mains, tandis que des travaux sont engagés dans le bâtiment sur rue. 
Il est finalement acquis en 1694 par Jean de Bastard, qui appartient à une branche cadette de la famille de Bastard, et par ailleurs seigneur de Lafitte-Vigordane, avocat au parlement, syndic de la Bourse des marchands, puis capitoul en 1688-1689. Il reste entre les mains de ses héritiers au siècle suivant. C'est dans la deuxième moitié du XVIIIe siècle que l'hôtel acquiert sa physionomie actuelle, de style néo-classique, peut-être sous l'impulsion de Dominique de Bastard, premier président du parlement de Toulouse en 1762. Il présente sur la rue une longue façade symétrique de six travées. La travée centrale, en saillie, est mise en valeur par un encadrement de pilastres superposés. Au rez-de-chaussée s'ouvre la porte cochère en plein cintre, dont l'agrafe est ornée d'un mascaron figurant Hercule. Au 1er étage, les fenêtres sont surmontées de fines corniches et ont des agrafes en pierre à volutes feuillagés, ainsi que des balconnets en pierre, soutenus par de petites consoles et dotés de garde-corps en fer forgé à motifs géométriques. Au 2e étage, les fenêtres, plus petites, ont reçu un décor plus simple, mais ont également des agrafes en pierre et des garde-corps en fer forgé.
L'hôtel connaît de nouvelles modifications au cours du XXe siècle. Les corps de bâtiment sur cour sont réaménagés au tout début de ce siècle, avec l'ajout d'une extension en surplomb sur la cour, reposant sur une structure en métal au 1er étage et en pan de bois au 2e étage. En 1969, c'est le corps de bâtiment sur rue qui est surélevé pour agrandir l'étage de comble à surcroît[54].

- no  8 : hôtel particulier.
La façade sur la rue semble dater de la fin du XVIIe siècle ou du début du siècle suivant. De style classique, elle se développe sur trois étages décroissants. Le rez-de-chaussée est ouvert par deux grandes arcades en plein cintre qui encadrent une fenêtre. Un passage couvert mène à la cour intérieure. Le bâtiment nord est probablement élevé à la fin du XVIe siècle, et il est peut-être lié à la construction d'un hôtel voisin, l'hôtel Hébrard (no 11 rue Saint-Rémésy). Au rez-de-chaussée s'ouvre une ancienne porte, qui a conservé son décor de la fin de la Renaissance en pierre : un encadrement sculpté, surmonté d'un fronton portant un décor de deux anges encadrant un écusson. Le 3e étage, probablement un étage de comble avant une surélévation postérieure, est ouvert par des mirandes. Dans l'angle nord-est de la cour subsiste également une tourelle en encorbellement[55].

- no  11 : hôtel particulier ; communauté Notre-Dame du Calvaire ; foyer pour jeunes filles Sahuc-Mazas. 
Un hôtel particulier est construit dans la deuxième moitié du XVIIIe siècle, pour un propriétaire mal identifié. Dans la deuxième moitié du XIXe siècle, l'hôtel est occupé par les Sœurs de Notre-Dame du Calvaire, une congrégation religieuse féminine enseignante et hospitalière fondée par le père Pierre Bonhomme à Gramat en 1833. En 1904, la congrégation subit les effets des lois contre les congrégations enseignantes et elle est expulsée. À la suite de leur départ, leur vocation d'accueil est prolongée à travers le foyer pour jeunes filles Sahuc-Mazas, géré par l'association Sahuc-Mazas pour la préservation de la jeune fille. 
L'hôtel présente sur la rue de la Dalbade une façade néo-classique Louis XVI. L'élévation, large de huit travées, est symétrique et s'élève sur trois étages décroissants. Les quatre travées de droite bénéficient d'un traitement plus somptueux que les quatre travées de gauche. Au rez-de-chaussée, traité en bossage, s'ouvrent quatre grandes arcades en plein cintre ornées d'agrafes à volutes feuillagés. Aux deux premiers étages, les travées sont séparées par de légers ressauts. Les fenêtres possèdent toutes des garde-corps en fer forgé, celles du 1er étage sont surmontées de corniches moulurées. Le 2e étage est couronné par une large corniche à modillons, tandis que le dernier étage est ouvert par des fenêtres surmontées de frontons triangulaires[56].

- no  13-15 : emplacement de la Maison du Temple ; emplacement de l'hôpital, puis du collège du Temple ; hôtel de Béarn ; couvent des religieuses de Notre-Dame-de-la-Visitation.  Inscrit MH (1981, façades et toitures de l'hôtel de Béarn ; chapelle)[52]. 
Les chevaliers de l'ordre du Temple s'installent vers 1170 entre la rue de la Dalbade et le rempart de la ville. La Maison du Temple est progressivement agrandie au cours du XIIIe siècle grâce aux donations des familles toulousaines : il s'agit d'un ensemble de bâtiments de services, d'une petite chapelle romane, dédiée à la Vierge, et d'un petit cimetière, qui s'organisent autour d'une cour centrale. Au début du XIVe siècle, les possessions du Temple sont attribuées à l'ordre de Saint-Jean de Jérusalem et la Maison du Temple concédée au prieur hospitalier. En 1408, elle est transformée par Raimond de Lescure en hôpital pour les pauvres, malades ou pèlerins, finalement fermé en 1559, et est remplacé par un collège, lui-même fermé dans la dernière décennie du XVIe siècle. Vers 1600, les bâtiments sont pour une part affectés au logement du commandeur de Garidech et pour l'autre loués à une hôtellerie. Le bâtiment en fond de cour, donnant sur le jardin de la Garonnette, est reconstruit vers 1690 par le commandeur Jean de Beausset, qui fait élever un nouveau bâtiment de trois étages qui abrite l'hôtellerie de Jean Navarre. Il fait également rénover la vieille chapelle, placée sous le vocable de sainte Barbe et de l'Immaculée Conception. C'est à partir du milieu du XVIIIe siècle qu'on donne le nom d'hôtel de Béarn à l'ensemble des bâtiments de la Maison du Temple. 
À la Révolution, les bâtiments de la Maison du Temple deviennent bien national et sont vendus en 1795. L'ancien hôtel de Béarn est acheté en 1817 par les religieuses de la Visitation, qui achètent l'année suivante l'hôtel Le Masuyer (actuel no 5), puis l'ancienne chapelle (actuel no 15) en 1861. L'architecte Antoine Laforgue est chargé de la construction de la nouvelle chapelle, de style néo-classique, entre 1817 et 1827. Elle présente sur la rue une façade couronnée par un fronton triangulaire[50].

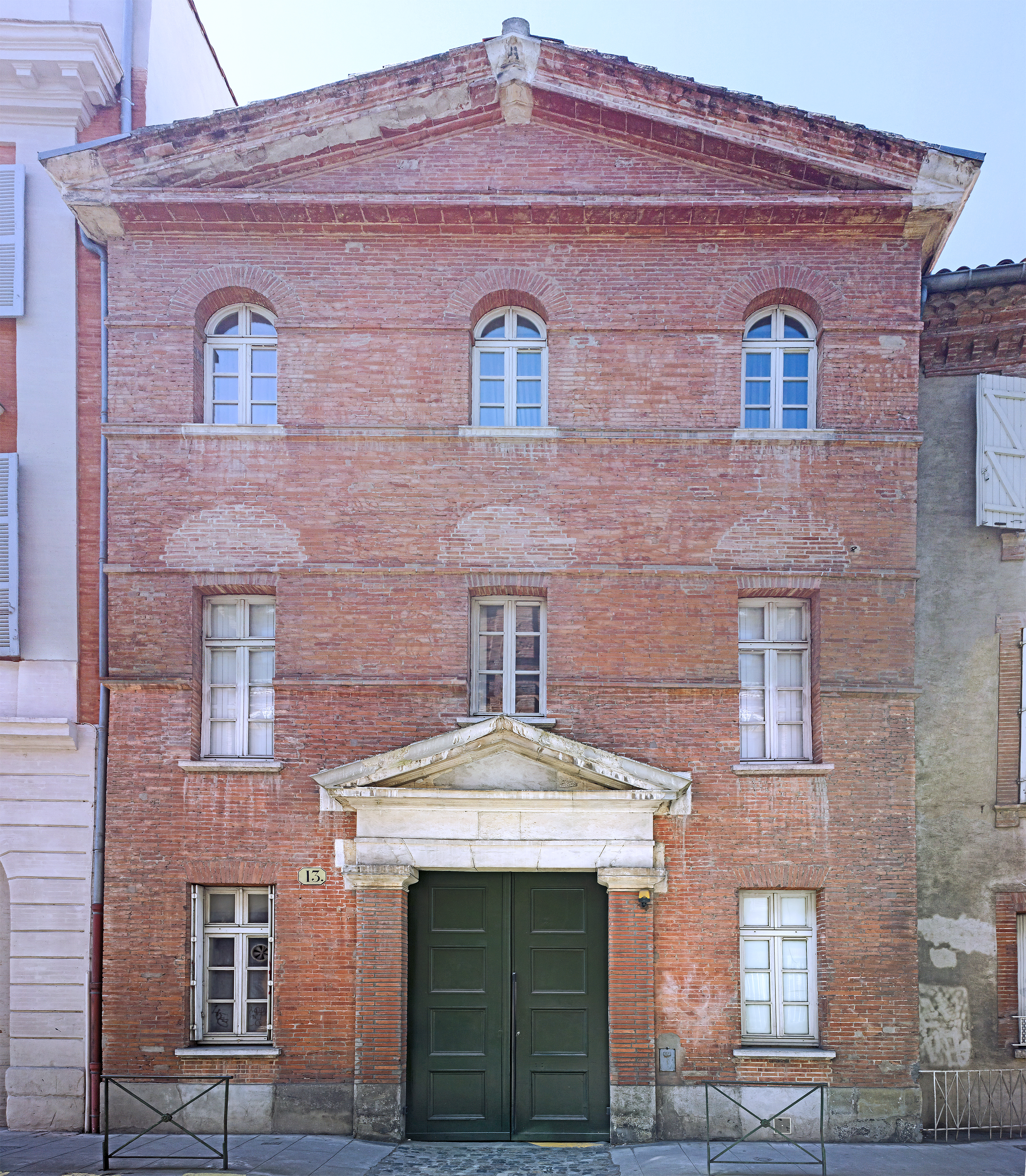
Façade de la chapelle du couvent de Notre-Dame-de-la-Visitation.
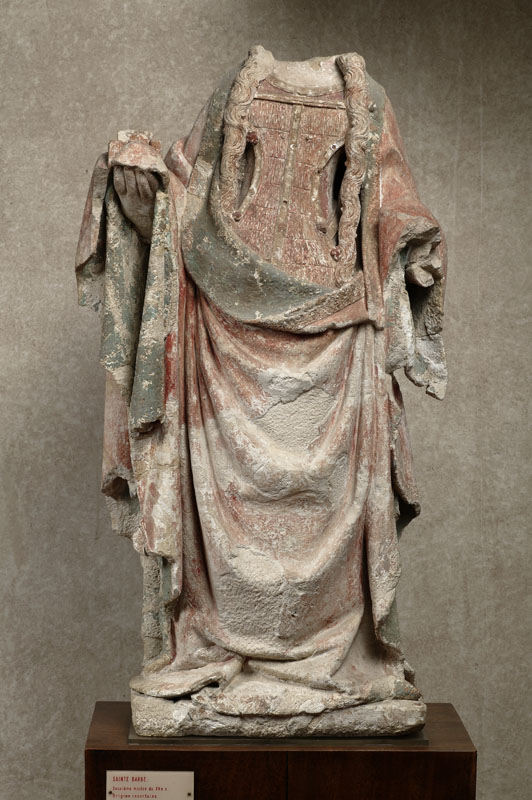
Statue de sainte Barbe, chapelle du Temple (2e moitié du XVIe siècle, musée des Augustins).

- no  16 : hôtel Villepigue. 
Un hôtel particulier est aménagé à la fin du XVIIe siècle pour Jean-François de Villepigue, capitoul de 1696 à 1700, co-seigneur de Lagardelle-sur-Lèze, qui a racheté vers 1683 deux immeubles voisins qui appartenaient l'un (côté gauche) à Jean de Pompignan-Valette, seigneur de Mauléon, l'autre (côté droit) à Philippe de Martres. La façade sur la rue de la Dalbade est alors reprise pour répondre au goût classique de l'époque. L'hôtel conserve cependant la trace des bâtiments plus anciens et la façade, à deux pans, est percée de petites ouvertures à accolades gothiques au rez-de-chaussée. Néanmoins, la porte cochère, aménagée lors des travaux de la fin du XVIIe siècle, est bien centrale. Voûtée en plein cintre, elle est en brique et pierre alternées et surmontée d'un entablement qui porte une frise sculptée de feuillages et soutenu aux angles par de petites consoles sculptées de mascarons. Aux étages, les fenêtres rectangulaires ont des appuis en pierre. Celles du 1er étage sont de plus surmontées de corniches[57].

- no  18 : hôtel Cazals (ou de Montbel). 
Un hôtel particulier est construit en 1770 pour Pétronille-Marie de Cazals et son époux, le conseiller au parlement Louis Baron de Montbel[N 2]. Après la mort de Pétronille-Marie de Cazals, l'hôtel reste dans la famille Cazals, qui le possède encore après la Révolution française. Entre 1914 et 1915, au début de la Première Guerre mondiale, il est utilisé comme hôpital bénévole. Il est ensuite habité, en 1922 et 1963, par Paul Voivenel, médecin, écrivain et neuropsychiatre toulousain, mais aussi écrivain et critique littéraire, véritable personnalité publique de l'Entre-deux-guerres[58]. 
L'hôtel s'organise autour de deux cours et se compose d'un édifice sur rue, un bâtiment en fond de cour et un corps central qui les relie. Il présente sur la rue une façade néo-classique de style Louis XVI, qui utilise de nombreux ornements de terre cuite. Au rez-de-chaussée, deux arcades en plein cintre encadrent une fenêtre rectangulaire. Elles sont mises en valeur par un encadrement en léger ressaut, des agrafes et des guirlandes sculptées de feuillages. Aux étages, les travées sont séparées par des tables rectangulaires en saillie et percées de fenêtres ornées d'agrafes sculptées qui portent des guirlandes de feuillages. Au 1er étage, les fenêtres ont de plus des appuis en pierre, soutenus de petites consoles sculptées et ornés de garde-corps en fer forgé. Une corniche moulurée à denticules surmonte l'élévation[59].n° 18

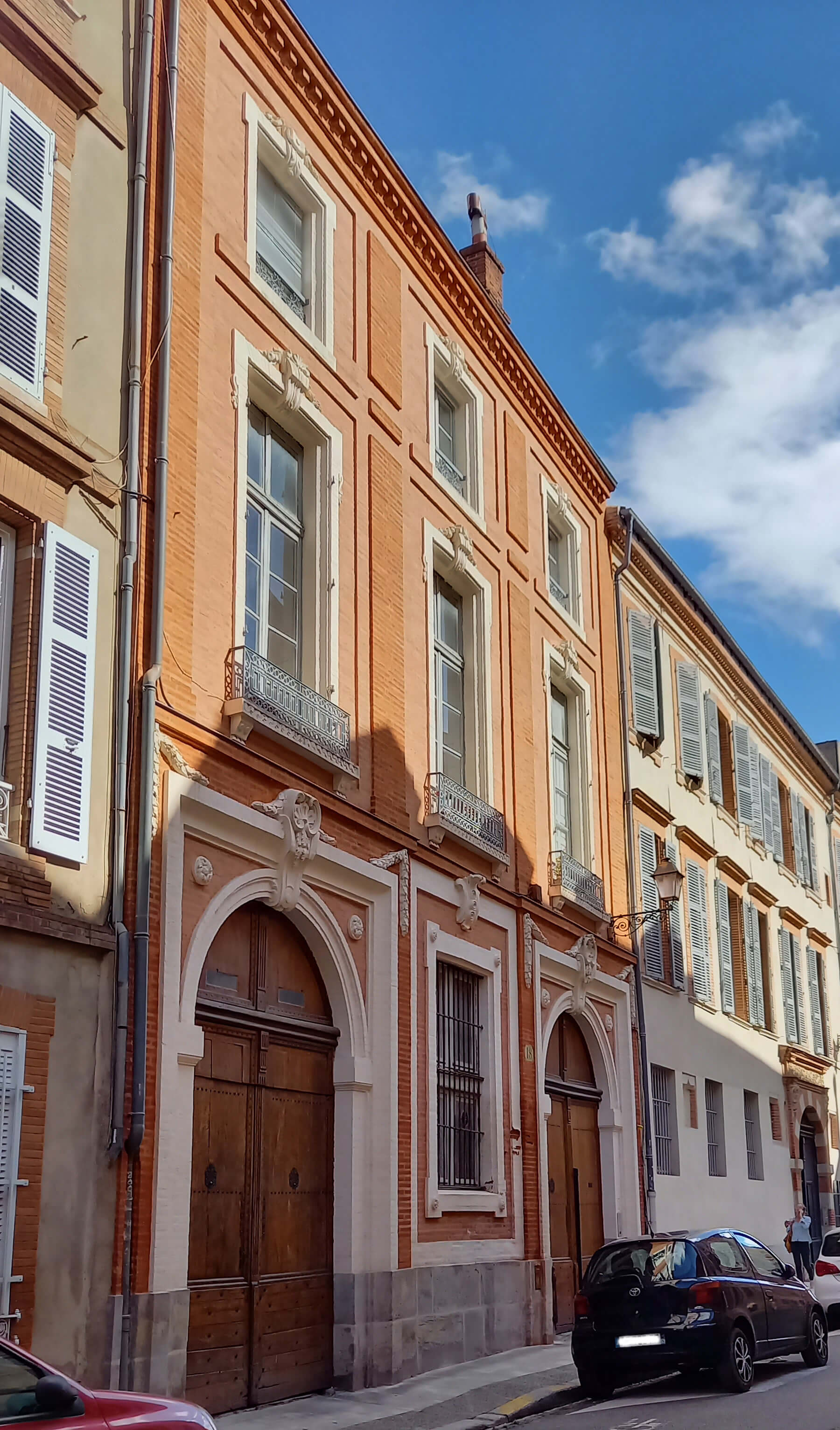
n° 18

- no  22 : hôtel Molinier (ou Cathelan, ou Felzins) ; consulat du Pérou.  Classé MH (1889, tourelle et portail)[60]. 
Un hôtel particulier est construit à partir de 1550 pour le conseiller au parlement Gaspard Molinier. Il se compose de plusieurs corps de bâtiments, organisés autour d'une cour et d'un jardin. Le corps de bâtiment sur rue est construit vers 1550, quoiqu'il a été rénové au XIXe siècle. Le portail, terminé en 1556, est construit en pierre. Il est remarquable par son décor de la Renaissance maniériste, par l'exubérance de son traitement, son bestiaire fantastique, mais aussi les jeux sur les reliefs, les matériaux et les couleurs. Il s'inspire de modèles tirés du Livre extraordinaire de Sebastiano Serlio, ce qui témoigne de la rapidité avec laquelle les modèles italiens sont adaptés à Toulouse. Orné de termes inspirés de Marcantonio Raimondi, de harpies, de mascarons, de cuirs, de vases et de guirlandes d'abondance inspirés de Fontainebleau, il est enrichi de marbres de couleur, taillés et polis, enchâssés dans la pierre. Il est constitué de deux paires de colonnes corinthiennes jumelées de part et d'autre d'une porte cochère.
La première cour est très étroite. La similitude des marbres du portail avec ceux de la frise de la cour semble indiquer qu'ils ont été réalisés durant la même campagne de travaux. Il y a cependant eu des remaniements importants au XIXe siècle au niveau de l'accès à la seconde cour. L'escalier, en fond de cour, permet de distribuer les étages. Le jardin, probablement aménagé vers 1550-1552, a été transformé en cour. Elle est encadrée par trois corps de bâtiments. À l'angle nord-ouest se trouve une tourelle en encorbellement, ornée d'un décor savant, datée de 1552. Des putti magnifiquement sculptés jouent avec une guirlande végétale, symbole d'abondance et de fertilité. La tourelle a servi de référence aux frères Virebent pour l'hôtel du no 5 rue Baronie[61],[62].

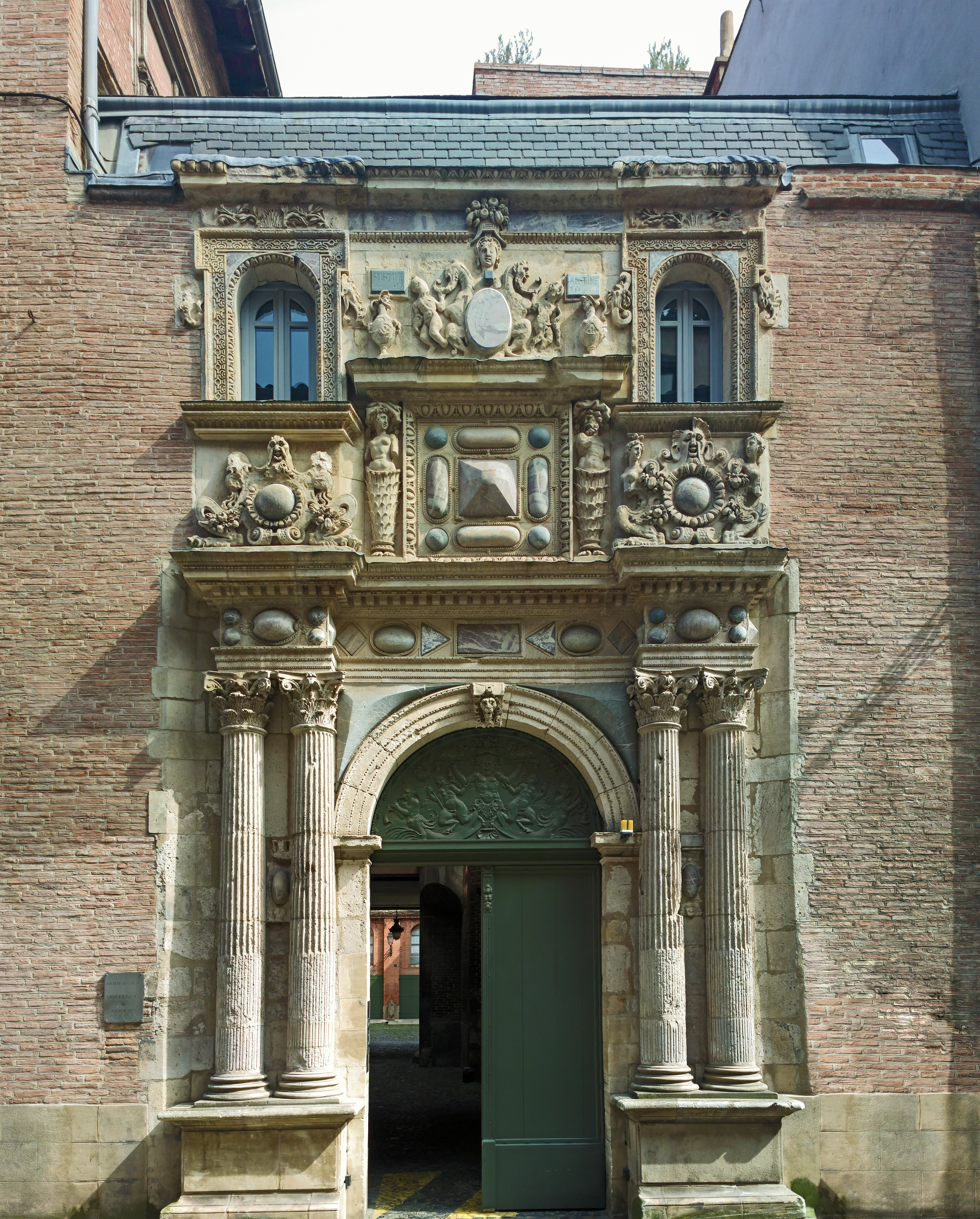
Portail de la rue de la Dalbade.
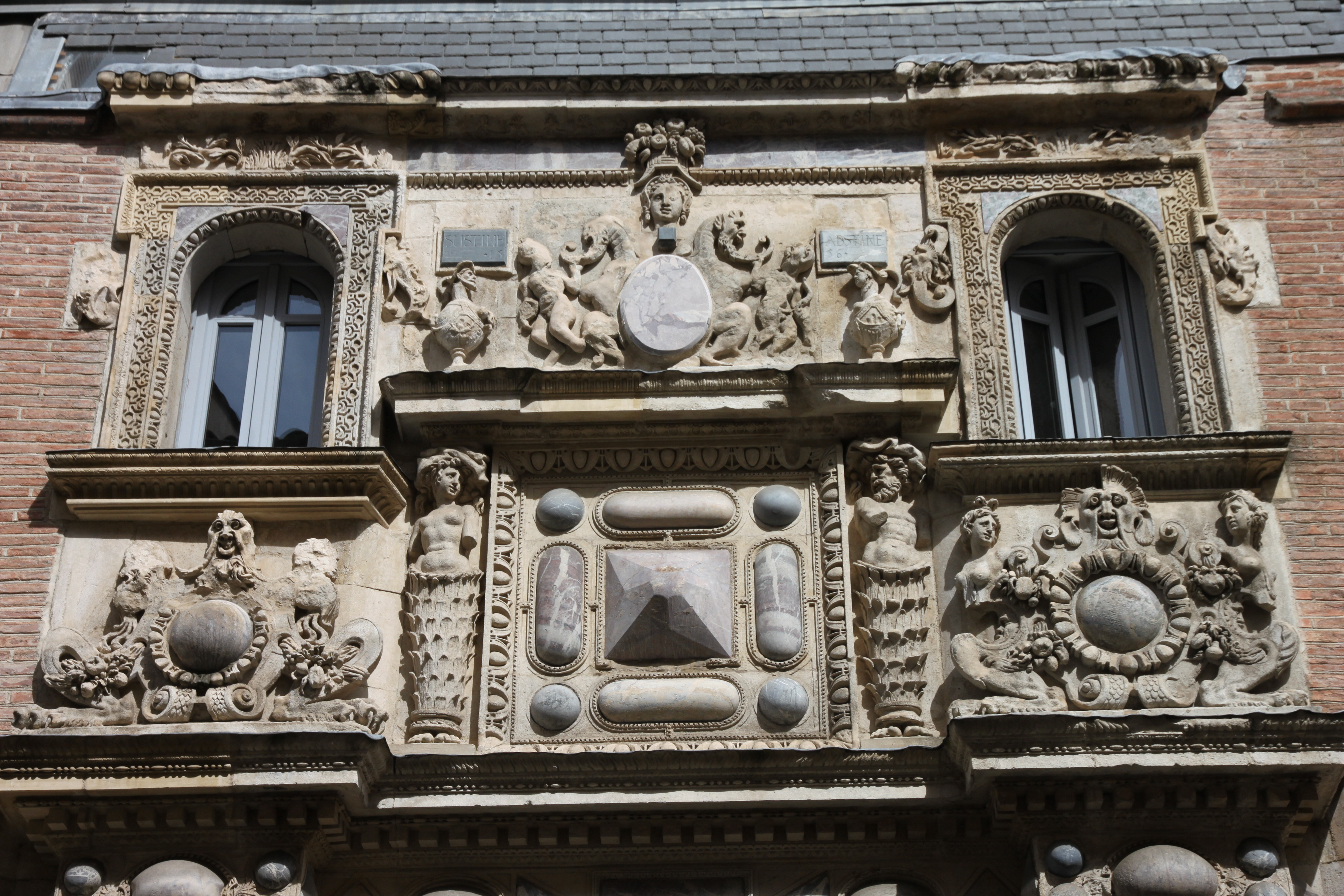
Détail des sculptures et des marbres du portail.
La première cour et le passage vers la deuxième cour.
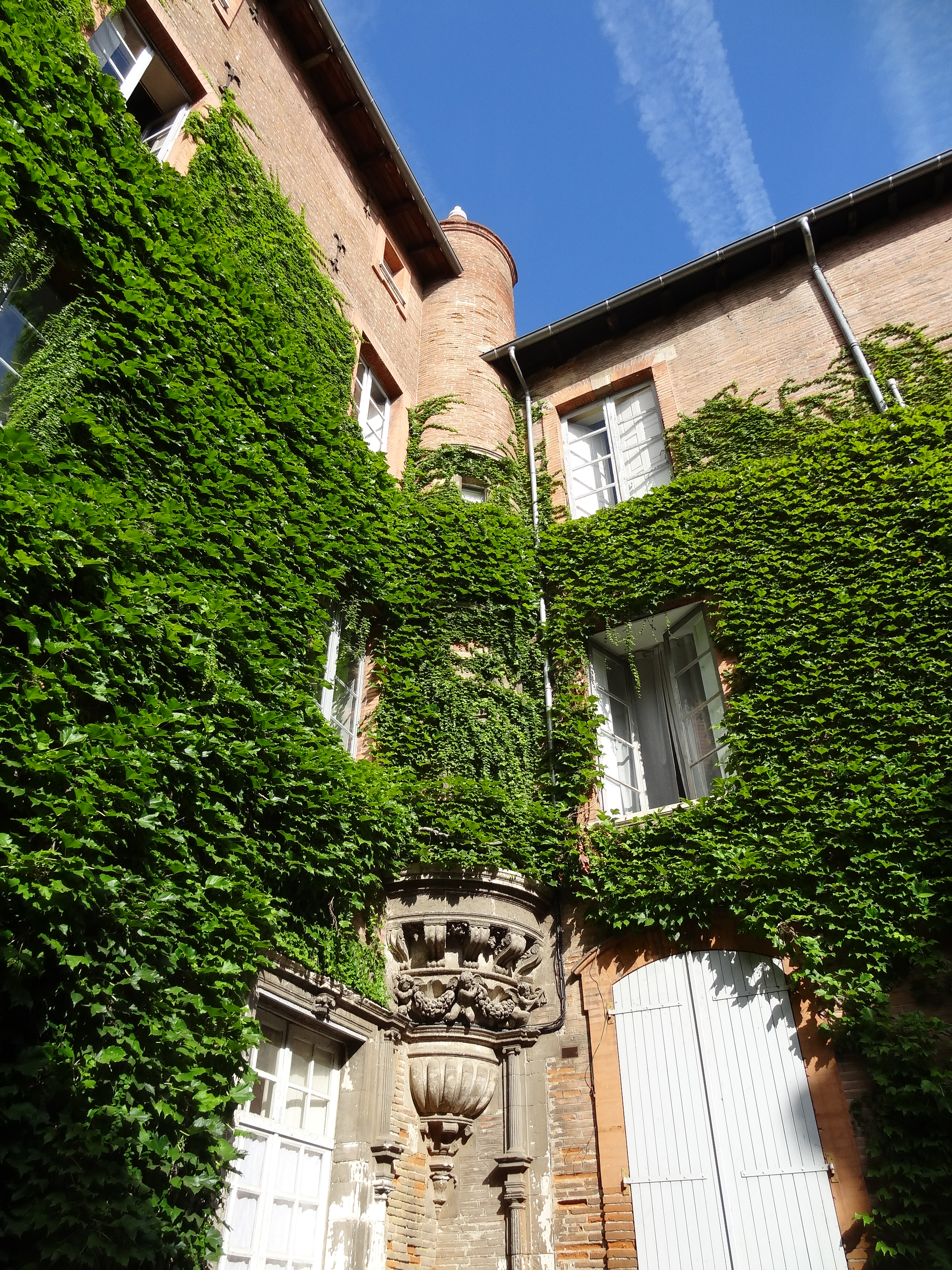
La tourelle de la deuxième cour.

- no  25 : hôtel de Bagis, de Clary ou Daguin, surnommé l'hôtel de Pierre (construit dans le 2e quart du XVIe siècle, façade élevée en 1606).  Classé MH (1889)[63].

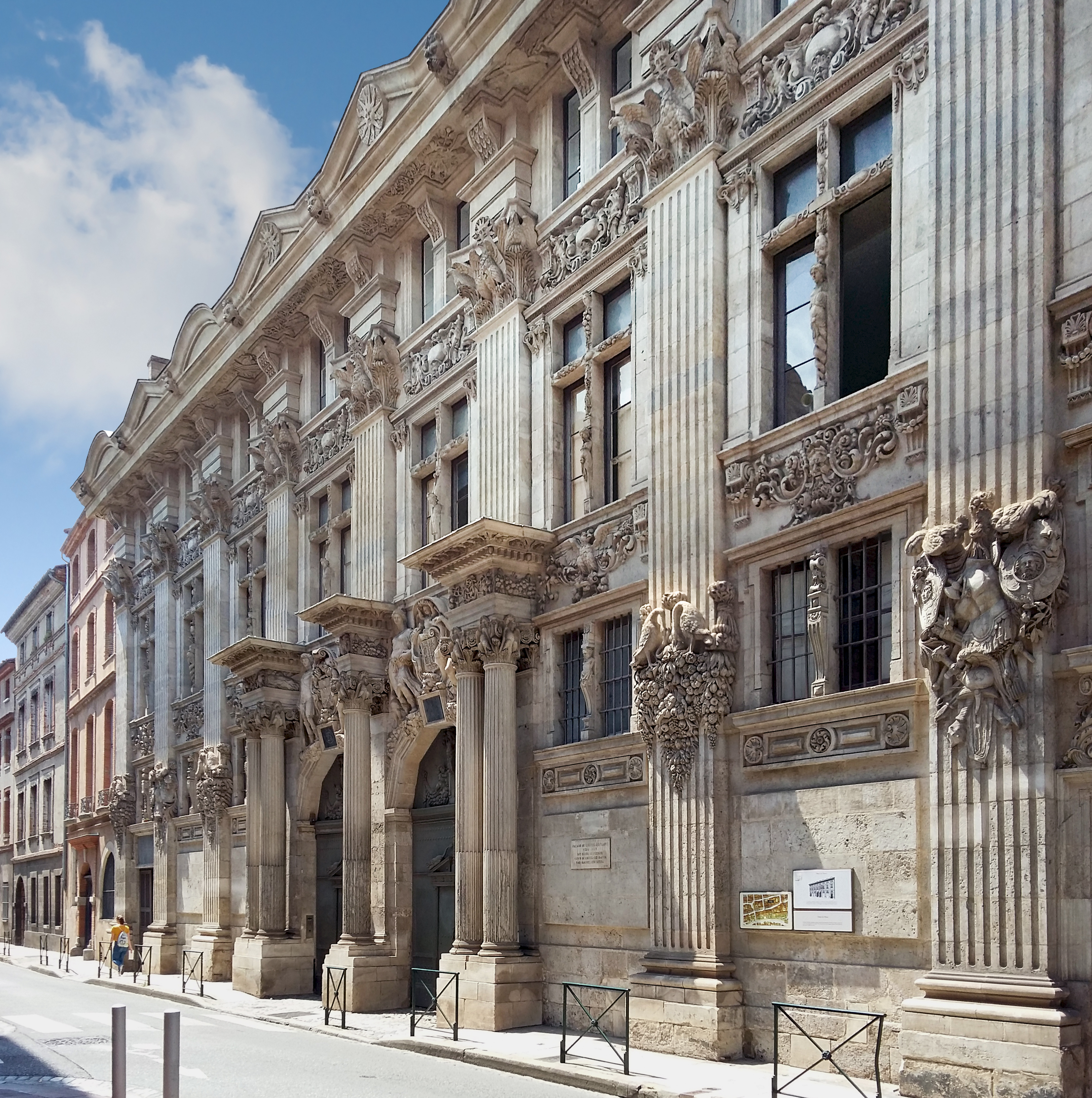
Façade de l'hôtel de Bagis

- no  29 : hôtel de Massas (ou d'Aldéguier). 
Un hôtel particulier est construit, entre 1579 et 1598, pour Géraud de Massas, conseiller au parlement. Il est acquis, au début du XVIIe siècle, par Antoine d'Aldéguier, capitoul en 1602-1603 et en 1613-1614. Après sa mort en 1618, l'hôtel est revendu plusieurs fois avant d'être acquis en 1626 par la congrégation de l'Oratoire. Au XIXe siècle, l'hôtel connaît des modifications importantes à la demande de son propriétaire, Pélegry. Par la suite, l'hôtel appartient à la famille Desarnauts : c'est dans cet hôtel que s'éteint, le 14 mars 1921, l'avocat Paul Desarnauts[64]. 
La façade sur rue, datée de 1884, présente une élévation qui présente une certaine monumentalité. Le portail, qui s'ouvre dans la travée de gauche, donne accès au couloir qui débouche sur la cour centrale. La façade ouest s'élève sur deux étages et un comble à surcroît. La grande fenêtre du rez-de-chaussée a été transformée en porte. Les deux premiers étages sont éclairés par des fenêtres dont les meneaux en pierre sont décorés de pilastres, de pointes de diamant, de cartouches, de têtes d'homme ou d'animaux, de palmes... La façade nord se distingue par sa galerie fermée, composée de quatre arcs en anse de panier en brique et pierre alternées. Aux étages, la façade est agrémentée par un jeu de tables horizontales et verticales, et percée de fenêtres en plein cintre. Sur le côté sud, la façade, également modifiée par Pélégry, a reçu la porte qui a disparu de la façade nord[65]

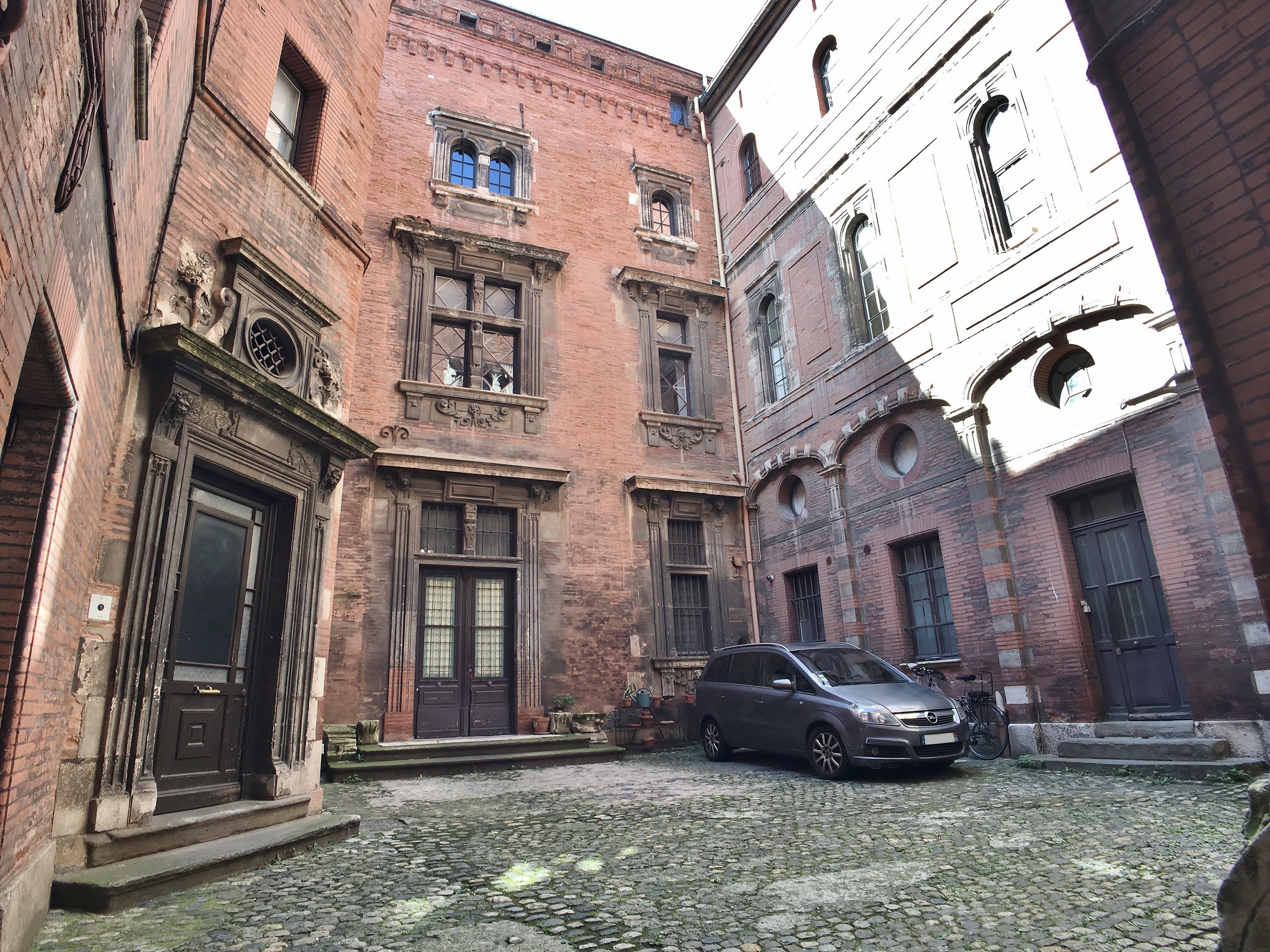
Vue générale de la cour intérieure.
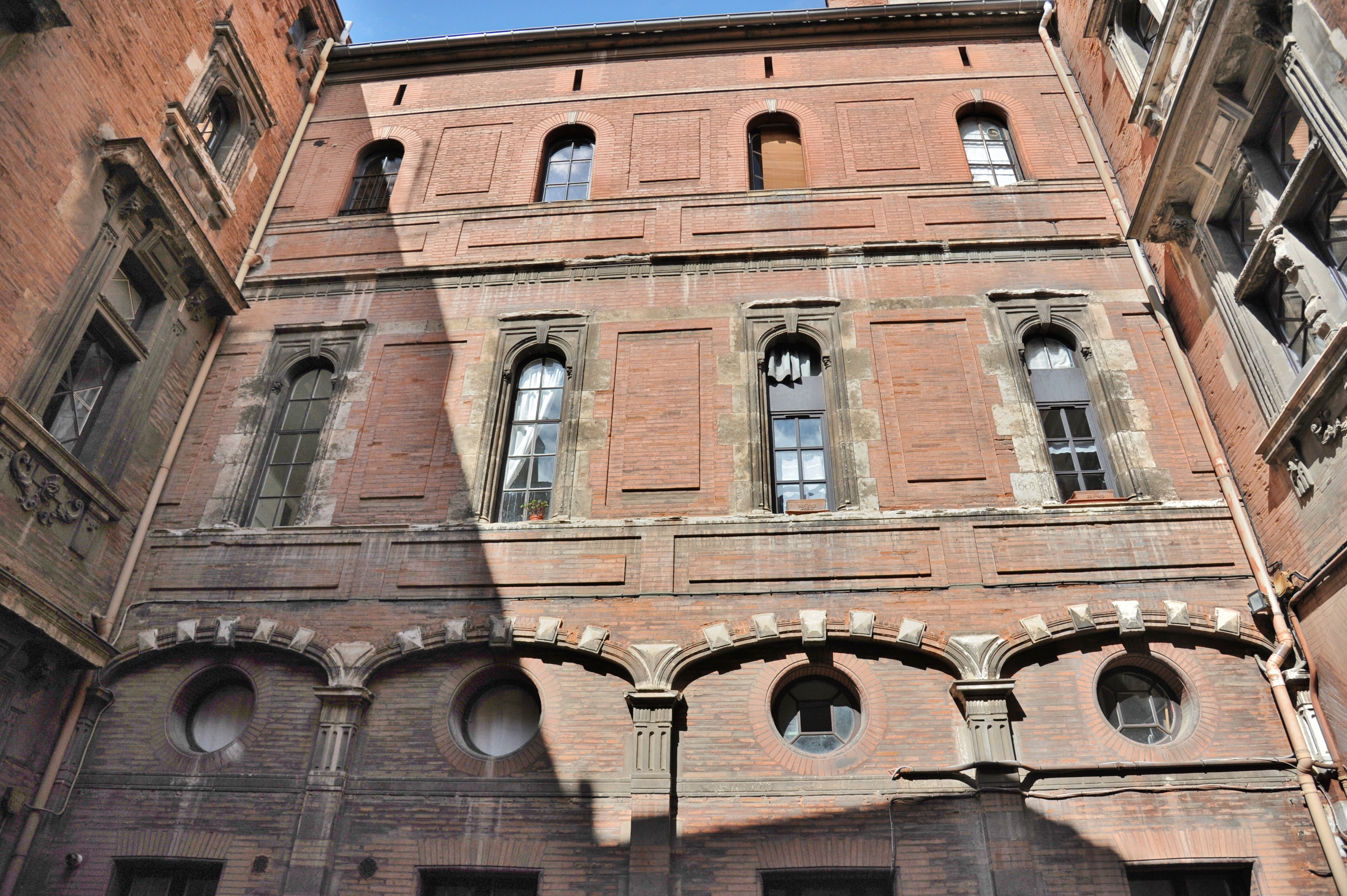
Galerie fermée et étages de la façade nord.
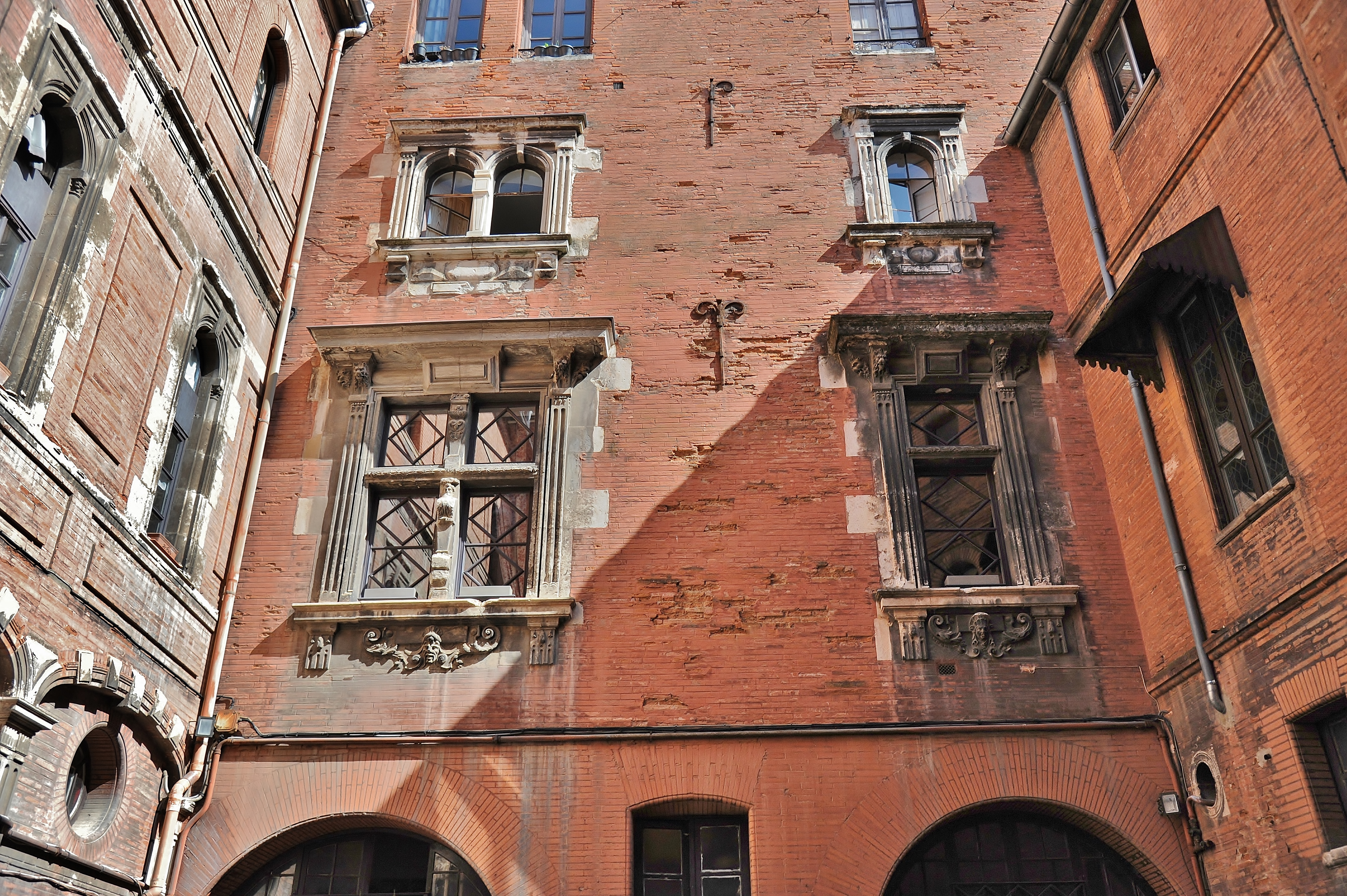
Fenêtres de la façade est.

- no  31 : hôtel de La Mamye.  Inscrit MH (1925, galeries de la cour)[66]. 
L'hôtel est élevé à partir de 1528 par Antoine de La Mamye, licencié en droit, puis est agrandi vers 1550 par son fils, Guillaume de La Mamye, conseiller au parlement de Toulouse[67]. Par la suite, l'hôtel se transmet au sein de la famille La Mamye jusqu'en 1623, date à laquelle Pierre de La Mamye y accueille des religieuses hospitalières de Saint-Jean de Jérusalem, obligées de fuir les conflits que connaît la communauté de Beaulieu[68]. En 1626, l'hôtel est finalement vendu à la congrégation de l'Oratoire[69], qui dessert l'église de la Dalbade[26]. L'hôtel est occupé aujourd'hui par la communauté des Servantes de l'Eucharistie, dont c'est la maison-mère[70]. 
L'hôtel est construit entre cour et jardin. La façade sur la rue de la Dalbade est vraisemblablement due aux Oratoriens et date de la fin du XVIIIe siècle. La cour intérieure a conservé ses élévations du XVIe siècle. Sur le côté nord, une haute muraille est couronnée de faux mâchicoulis et flanquée de gargouilles. Du côté sud se développe une belle façade de style Renaissance, composée de trois galeries superposées, sur lesquelles s'étalent les trois ordres classiques. La frise de l'élévation sud est ornée de roses à l'antique. La tour d'escalier, hexagonale, est aussi couronnée de faux mâchicoulis et flanquée de gargouilles, et ornée d'une coquille Saint-Jacques[71],[72].

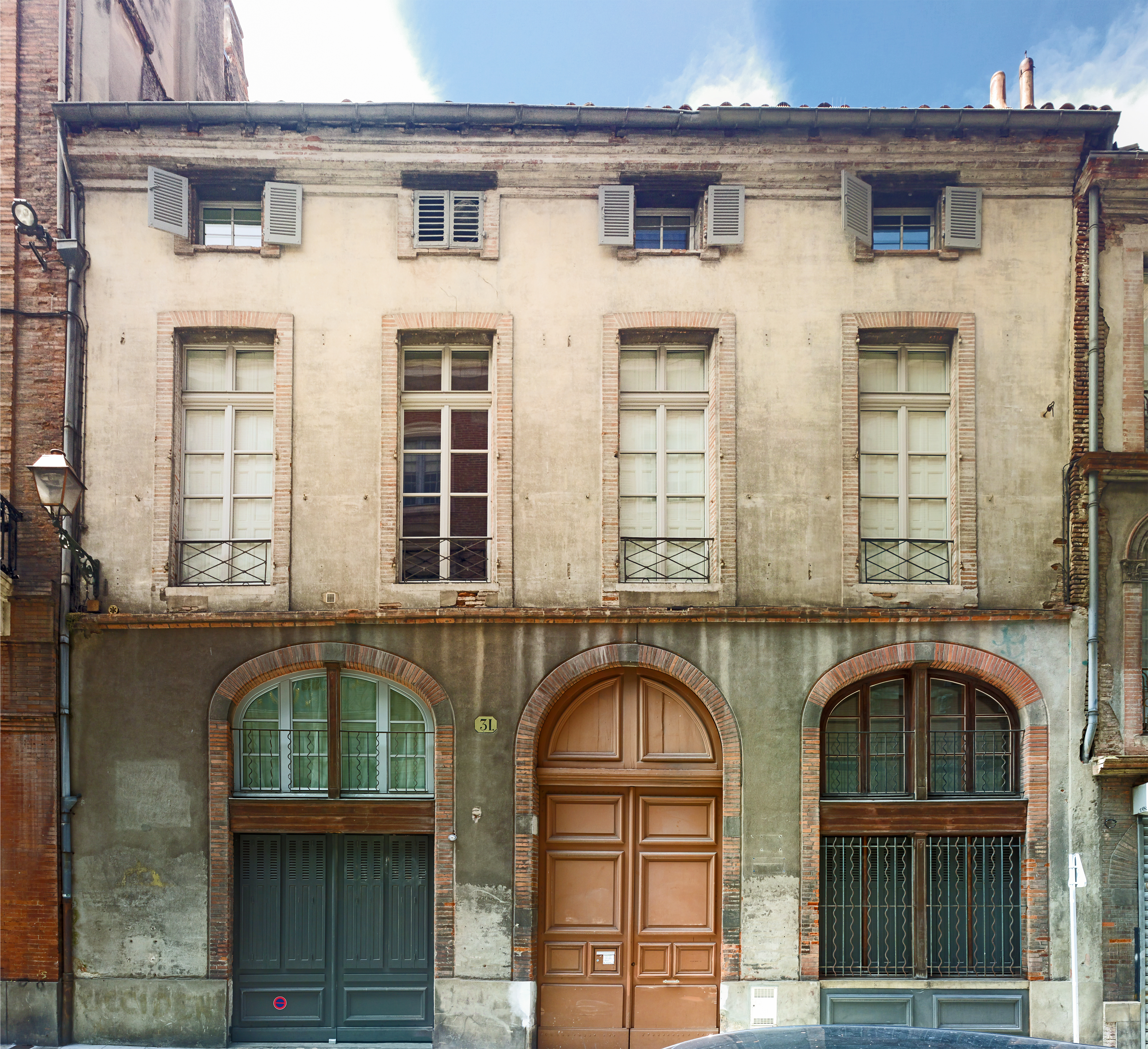
Façade dans la rue fin du XVIIIe siècle.
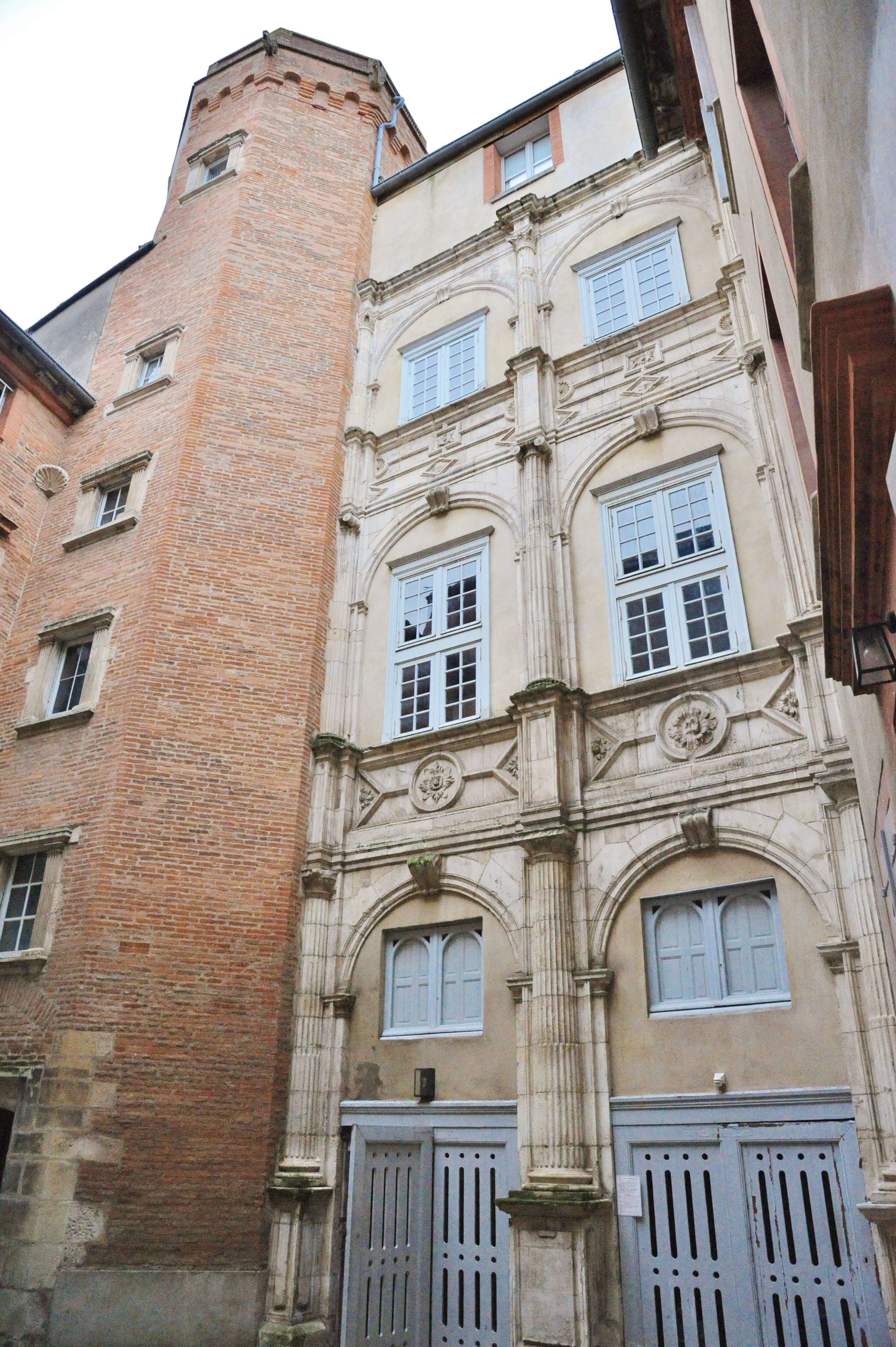
Façade Renaissance en pierre et tour d'escalier en brique.
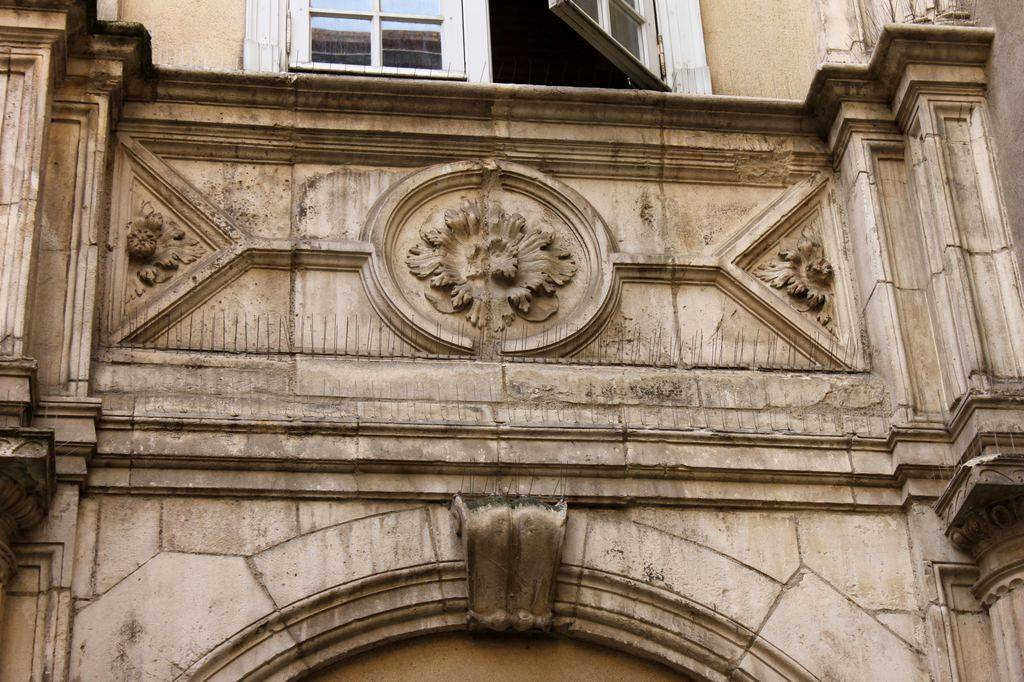
Détail de la façade Renaissance.
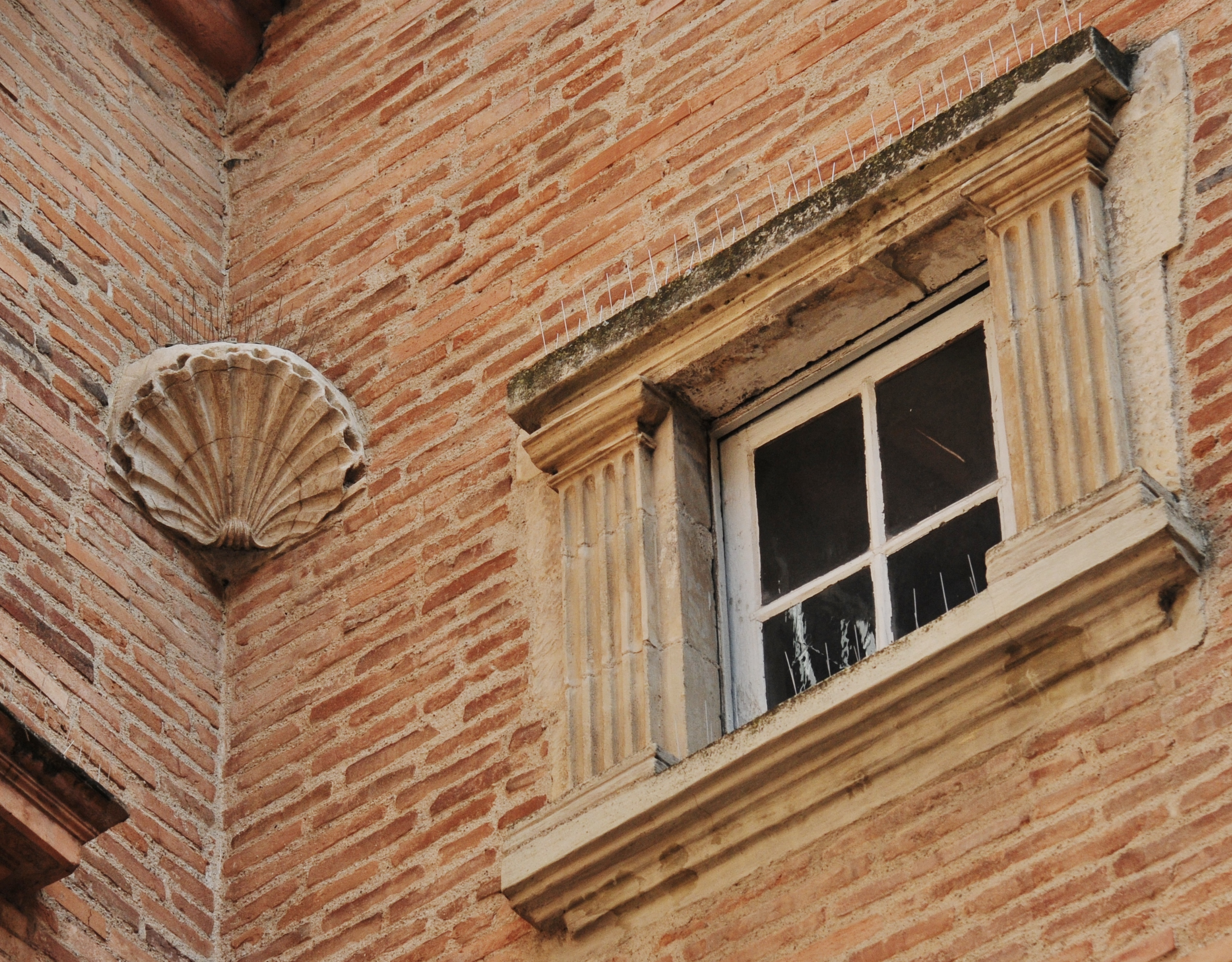
Fenêtre de la tour.

- no  32 : hôtel Saint-Jean, ancien Grand prieuré hospitalier de Toulouse (construit au XIIe siècle ; reconstruit par Jean-Pierre Rivalz entre 1668 et 1680).  Classé MH (1990)[73],[74].

- no  37 : hôtel Bruni. 
L'hôtel Bruni est construit au début du XVIe siècle pour Pierre Bruni, capitoul en 1510. Conservé dans la famille jusqu'au début du XVIIe siècle, il connaît des vicissitudes aux siècles suivants qui altèrent son caractère : la façade sur la rue de la Dalbade, en particulier, est complètement remaniée au XIXe siècle. Dans la cour intérieure subsiste la tour capitulaire, avec ses trois fenêtres, mêlant des caractères gothiques à l'influence grandissante de la Renaissance[27].

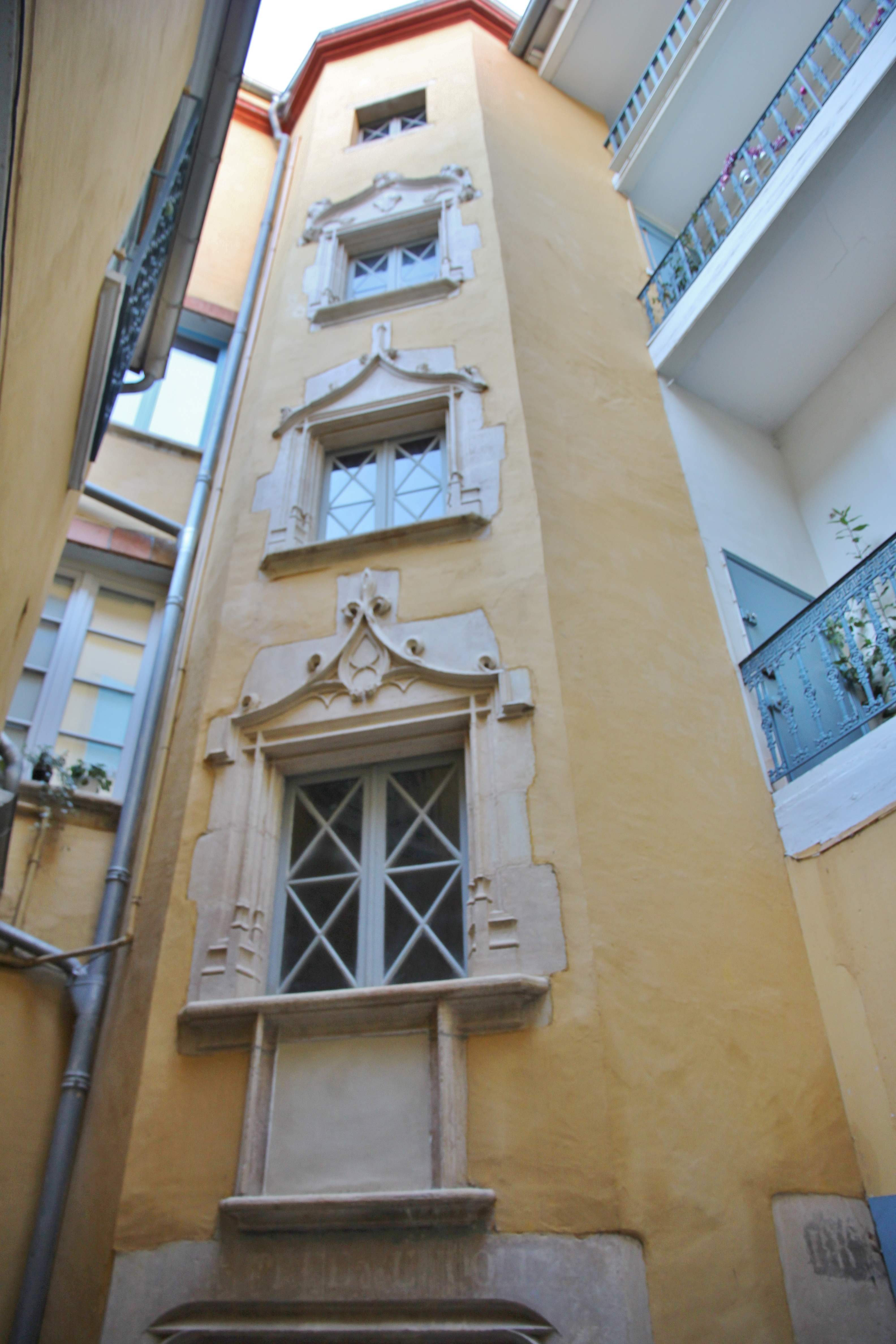
La tour capitulaire de l'hôtel Bruni.
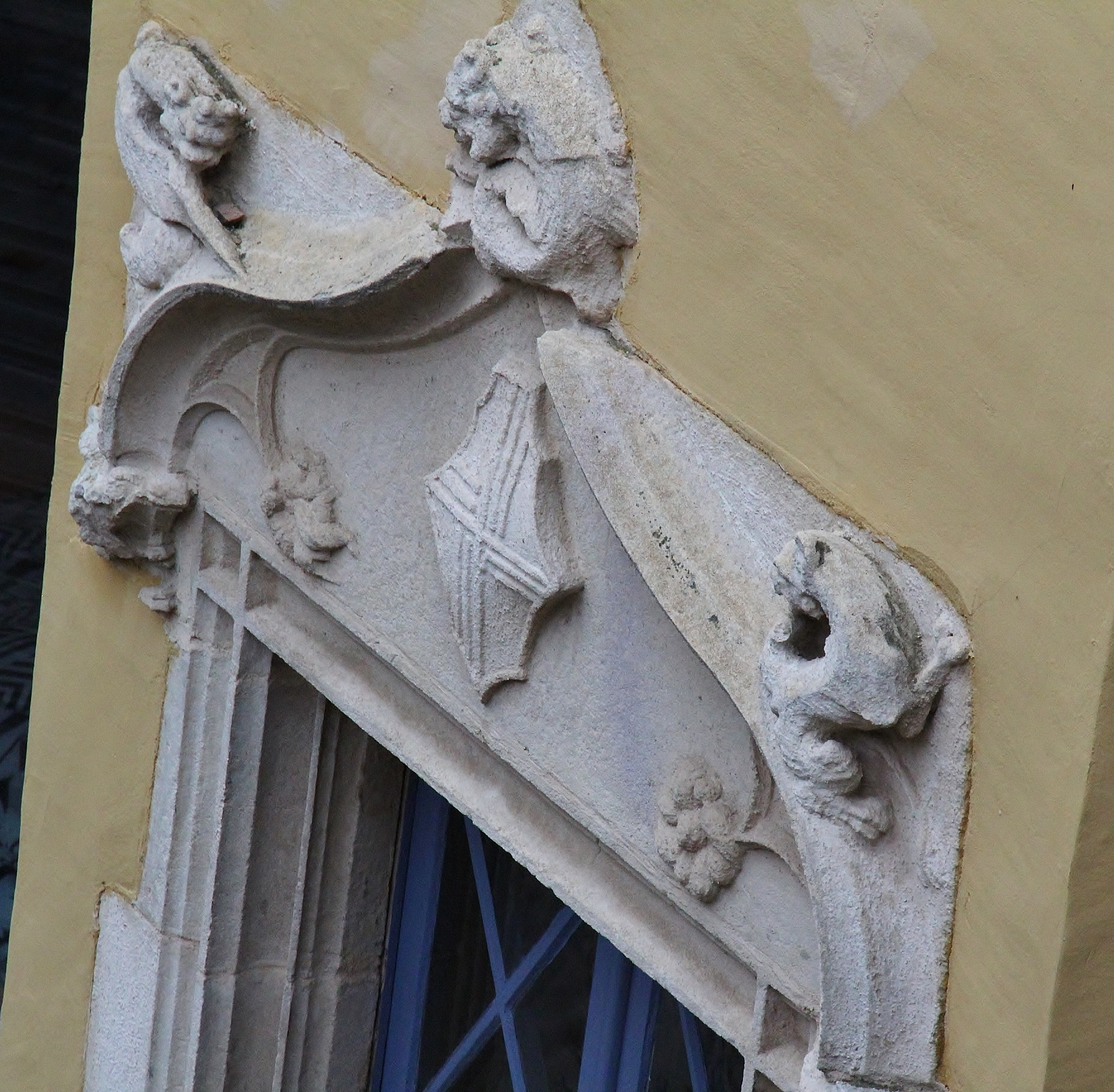
Détail d'une fenêtre de la tour.

### Autres immeubles
- no  24 : immeuble. 
L'immeuble est édifié dans la deuxième moitié du XVIIIe siècle. Il présente sur la rue une façade de style classique qui s'élève sur trois étages décroissants séparés par des cordons. Le rez-de-chaussée, maçonné en pierre, est ouvert sur les deux côtés par des portails en plein cintre. Aux deux premiers étages, les fenêtres sont surmontées de fines corniches et dotées de garde-corps en fer forgé, encadrés de fausses consoles à volutes[75].

- no  26 : immeuble. 
L'immeuble est édifié au XVIIIe siècle. Il présente sur la rue une façade de style classique qui s'élève sur deux étages et un comble. Aux deux premiers étages, les fenêtres sont segmentaires, ornées d'agrafes à volutes feuillagées et guirlandes, et de balconnets en pierre aux garde-corps en fer forgé[76].

- no  28 : immeuble ; chapelle Mac Carthy. 
L'immeuble est édifié au XVIIe siècle, peut-être par les Oratoriens, qui avaient hérité d'une maison de Jean Dupin, conseiller au parlement. Il est probablement remanié au XVIIIe siècle, lorsqu'il est vendu à Bernard Roques, seigneur de Lacourtensourt. Au milieu du XIXe siècle, il est acheté par la famille Mac Carthy, qui y aménage une chapelle. Le bâtiment s'élève à l'angle de la rue Saint-Jean, mis en valeur par une niche en pierre qui conserve une Vierge à l'Enfant. L'immeuble présente sur la rue une façade de style classique. Au 1er étage, les fenêtres sont ornées de garde-corps en fer forgé à motifs géométriques[77].

## Personnalité
- Maurice Hauriou (1856-1929) : juriste et professeur de droit à la faculté de Toulouse, il vécut dans un appartement de l'immeuble du no 8[78]